# Desman des Pyrénées
Galemys pyrenaicus · Rat-trompette
Vous lisez un « article de qualité » labellisé en 2024.
Espèce
Statut de conservation UICN

 EN A2ac+3c+4ac : En danger
Le Desman des Pyrénées (Galemys pyrenaicus), également appelé Rat-trompette, est une espèce de petits mammifères de la famille des Talpidés, endémique de la chaîne des Pyrénées et des zones montagneuses du nord-ouest de la péninsule Ibérique (principalement la cordillère Cantabrique et le Système central). Son aire de répartition couvre quatre pays européens : l'Andorre, l'Espagne, la France et le Portugal.
Le Desman des Pyrénées ressemble anatomiquement à d'autres animaux tels que le Rat brun, bon nageur à la queue robuste, la Taupe, aux pattes griffues et puissantes et au museau particulièrement sensible, enfin la Musaraigne, au museau allongé pouvant attraper les petits Arthropodes. C'est ce museau caractéristique en forme de trompe qui lui vaut d'être également nommé « Rat-trompette ». Étant quasiment aveugle, c'est grâce à son sens du toucher hyperdéveloppé qu'il scrute son environnement, s'oriente et chasse ses proies. Sa trompe, mobile et préhensile, est équipée à sa base de vibrisses, et à son extrémité d'organes d'Eimer qui sont les organes du toucher les plus perfectionnés du monde animal.
Le Desman est un insectivore semi-aquatique vivant exclusivement à proximité des lacs de montagne et des torrents à l'eau claire et au débit soutenu. Il se nourrit presque exclusivement de larves aquatiques sensibles à la pollution : larves de Plécoptères, de Trichoptères et d'Éphéméroptères. Son activité est essentiellement nocturne et il craint l’être humain, ce qui en fait un animal difficile à observer. Certains aspects de son mode de vie restent encore très mal connus des scientifiques, notamment en ce qui concerne son cycle de reproduction.
Le Desman des Pyrénées vit seulement dans les cours d'eau non aménagés et non pollués, ce qui fait de lui un bon marqueur de la qualité de son environnement. Il ne supporte pas l'anthropisation de son habitat : l'aménagement de digues, l'enrochement de berges ou la construction de barrages détruisent irrémédiablement les lieux de vie du Desman et fragmentent son habitat. Depuis 2021, il est répertorié par l'Union internationale pour la conservation de la nature comme espèce « en danger » dans l'ensemble de son aire de répartition, sa population ne cessant de diminuer depuis plusieurs dizaines d'années et ce malgré les mesures de conservation prises depuis le début du XXIe siècle dans les différents pays concernés.
Le Desman a longtemps été considéré comme nuisible par les populations locales, notamment par les pêcheurs et pisciculteurs, principalement parce que son mode de vie et son régime alimentaire étaient mal connus. Ce n'est qu'à partir des années 1990 que l'image du Desman change, en même temps que progressent les connaissances scientifiques à son sujet. Le destin du Desman au XXIe siècle est paradoxal : alors qu'il reste encore inconnu d'une bonne partie du grand public et qu'il est menacé de disparition, il est devenu un animal emblématique des montagnes pyrénéennes et est de plus en plus présent dans l'expression culturelle régionale.

## Description

### Anatomie générale

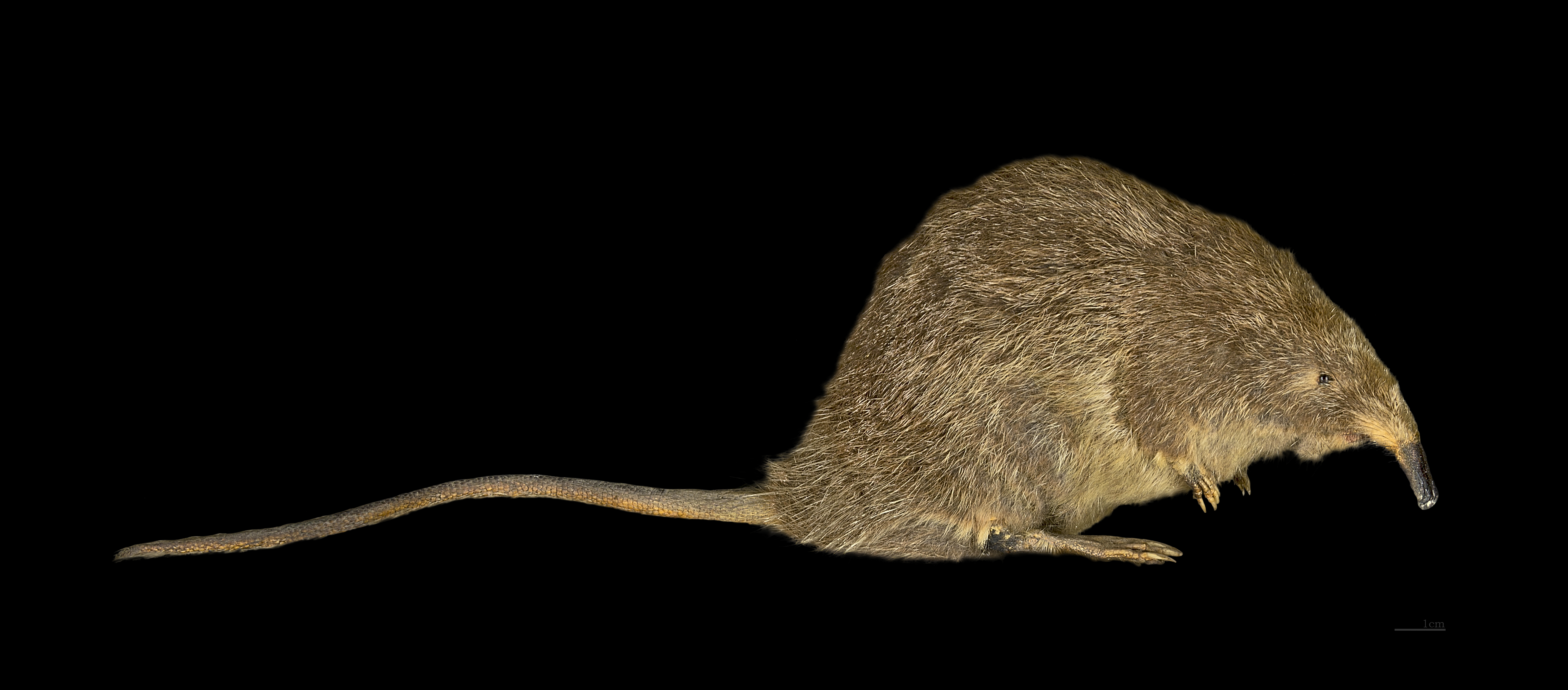
Longueur du corps du Desman des Pyrénées comparé à sa queue (muséum d'histoire naturelle de Toulouse).

Le Desman des Pyrénées mesure environ 25 cm de long, dont plus de la moitié pour la queue, et pèse de 50 à 60 g. Le dimorphisme sexuel n'est pas marqué, les femelles étant légèrement plus grosses que les mâles. Seule une observation attentive des organes génitaux externes permet de différencier les sexes.
Le Desman a des pattes postérieures palmées. C'est un type d'adaptation rare chez les Insectivores et qui justifie son classement dans un genre monospécifique, c'est-à-dire que son genre biologique Galemys ne contient qu'une seule espèce. Outre le Desman, cette particularité est présente seulement chez le Limnogale, le Micropotamogale du Mont Ruwenzori et le Nectogal élégant.
Pour le reste, chaque partie du corps ressemble à celle d'un autre animal plus connu :
- du Rat brun, il possède tout l’arrière-train avec des pattes robustes, des cuisses trapues, une longue queue épaisse lui servant à se déplacer aisément dans son milieu de prédilection, l’eau ;
- des Taupes, il possède la partie avant du corps avec des pattes griffues pouvant creuser la terre pour aménager le terrier, centre d’éducation pour ses petits et abri indispensable contre ses différents prédateurs, ainsi qu'un museau au sens du toucher hyperdéveloppé ;
- de la Musaraigne commune, il possède une trompe préhensile et des vibrisses lui servant à repérer les larves dont il se nourrit et à se diriger dans son environnement.

La denture est composée de 44 dents, disposées selon la formule dentaire 3.1.4.3 identique sur les mâchoires supérieure et inférieure. Cette denture complète est typique et identique à celle des taupes européennes. Les deux incisives frontales de la mâchoire supérieure sont proéminentes. La première prémolaire, surnuméraire, serait une dent de lait devenue permanente.

### Adaptations

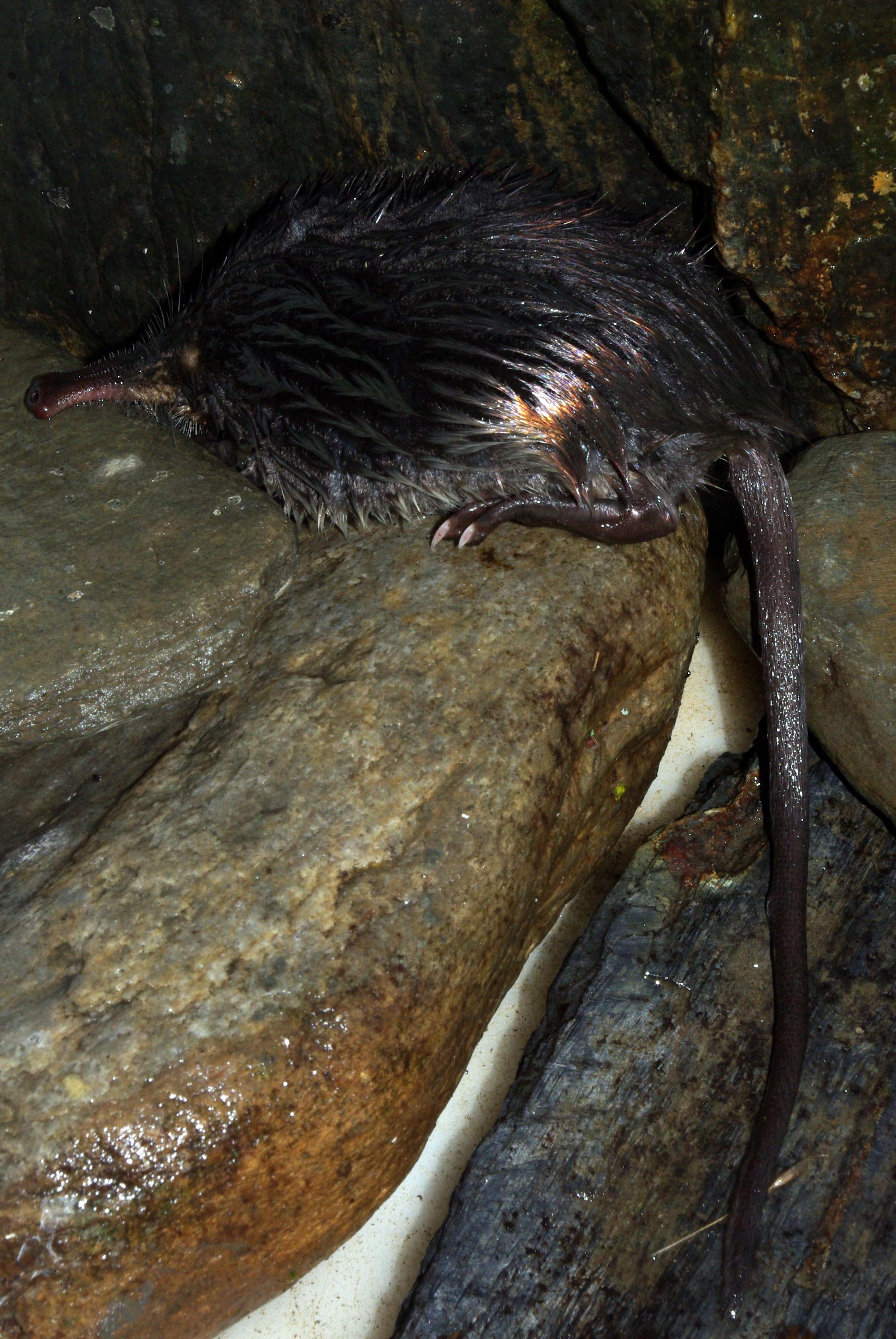
Aspect brillant et écailleux des poils lorsqu'ils sont mouillés.

À terre, le corps du Desman est rebondi et sa silhouette est trapue. Les poils sont gris brun, luisants, à reflets argentés en dessous, avec une teinte fauve dans la région pectorale, et sont regroupés en petits paquets donnant l’illusion d’écailles. Ces poils garantissent une très grande étanchéité grâce à un toilettage fréquent avec une substance huileuse sécrétée par des glandes situées sur l'abdomen. La fourrure du Desman est parfaitement adaptée aux plongées subaquatiques. Elle est composée de deux couches de poils : une couche interne, un duvet bouffant et soyeux qui ne se mouille jamais, et une couche externe, la jarre, faite de longs poils d’inégales longueurs, aplatis comme des bandes. Sous l’eau, cette combinaison ne forme plus qu’une épaisseur bien lisse lui permettant de conserver le maximum de chaleur. En effet, elle emprisonne une couche d’air isolante qui le protège de l’eau et du froid. Mais cet air captif le fait également remonter à la surface par poussée d'Archimède. Le Desman est donc obligé d’être continuellement en mouvement lorsqu'il se trouve sous la surface de l'eau, sous peine d'être poussé rapidement vers la surface. Ceci entraîne donc une dépense calorique supplémentaire qui contrecarre l'effet d'isolation thermique de la fourrure.
Dans l’eau, son milieu privilégié, son corps devient fuselé, ses pattes avant totalement repliées contre lui, ses pattes arrière robustes, palmées et écartées à 45 degrés, servant de pagaies, et par ailleurs dotées de griffes très pointues lui permettant de s’agripper aux rochers. Durant ses plongées d’une vingtaine de secondes en moyenne, un clapet ferme ses narines. Le Desman des Pyrénées est un nageur rapide et puissant qui se déplace rapidement dans l’eau et qui est capable de remonter le courant des torrents, y compris en surface.
Ses yeux minuscules sont visibles bien que cachés en partie par les poils. Le Desman des Pyrénées est quasiment aveugle, comme la plupart des espèces de sa famille des Talpidés. Il est à peine capable de distinguer les ombres de la lumière. Ses oreilles, dépourvues de pavillons, sont entièrement cachées sous la fourrure. Cet organe auditif se présente sous la forme d’une simple perforation de 2 à 4 mm de diamètre.
De ce corps dépasse, à l’arrière, une queue large au départ qui s’affine et se termine par une petite touffe de poils blancs. À la base de la queue et sur la face inférieure, se trouvent deux glandes à musc, dont le renflement est facilement observable.

### Trompe
À l’avant du corps se trouve l'organe le plus caractéristique du Desman : une trompe hypertrophiée, poilue à la base et glabre pour le reste, longue d'environ 2,5 cm, ce qui représente un quart de la longueur du corps de l’animal. Cette trompe est flexible et préhensile, et se divise à son extrémité en deux lobes où se situent les narines. Comme chez l'Éléphant, la trompe est le résultat de la coalescence, au cours de l'évolution, du nez et de la lèvre supérieure de la bouche.
Cette trompe est l’organe de perception le plus important du Desman, et, à l'instar du nez des Taupes, le plus perfectionné du monde animal en ce qui concerne le sens du toucher. C'est à l’aide de celle-ci qu’il repère ses proies sous l'eau et qu'il perçoit son environnement aérien et aquatique. Tout d'abord grâce aux vibrisses, long poils situés à la base de celle-ci, permettant de détecter les vibrations et mouvements dans l'environnement proche et lointain. Ensuite grâce aux organes d’Eimer présents par centaines de milliers à la surface des lobes se trouvant à l'extrémité de la trompe, dont la sensibilité exceptionnelle permet de détecter les proies dans le lit des torrents. Enfin, l'organe de Jacobson, ou organe voméronasal, lui sert aussi vraisemblablement à détecter ses proies, par perception chimique. Cet organe se trouve au niveau de l’entrée des fosses nasales, qui communiquent avec la bouche au niveau du palais. Cet odorat très développé lui permet de repérer les larves à une distance de 5 cm sous l’eau. Cet organe primitif est le seul odorat des Poissons et des Amphibiens mais est également présent chez les embryons de Mammifères, y compris l’être humain. Les Mammifères perdent son utilisation à la naissance car ils ont développé une capacité similaire avec l’utilisation des cornets du fond des fosses nasales.

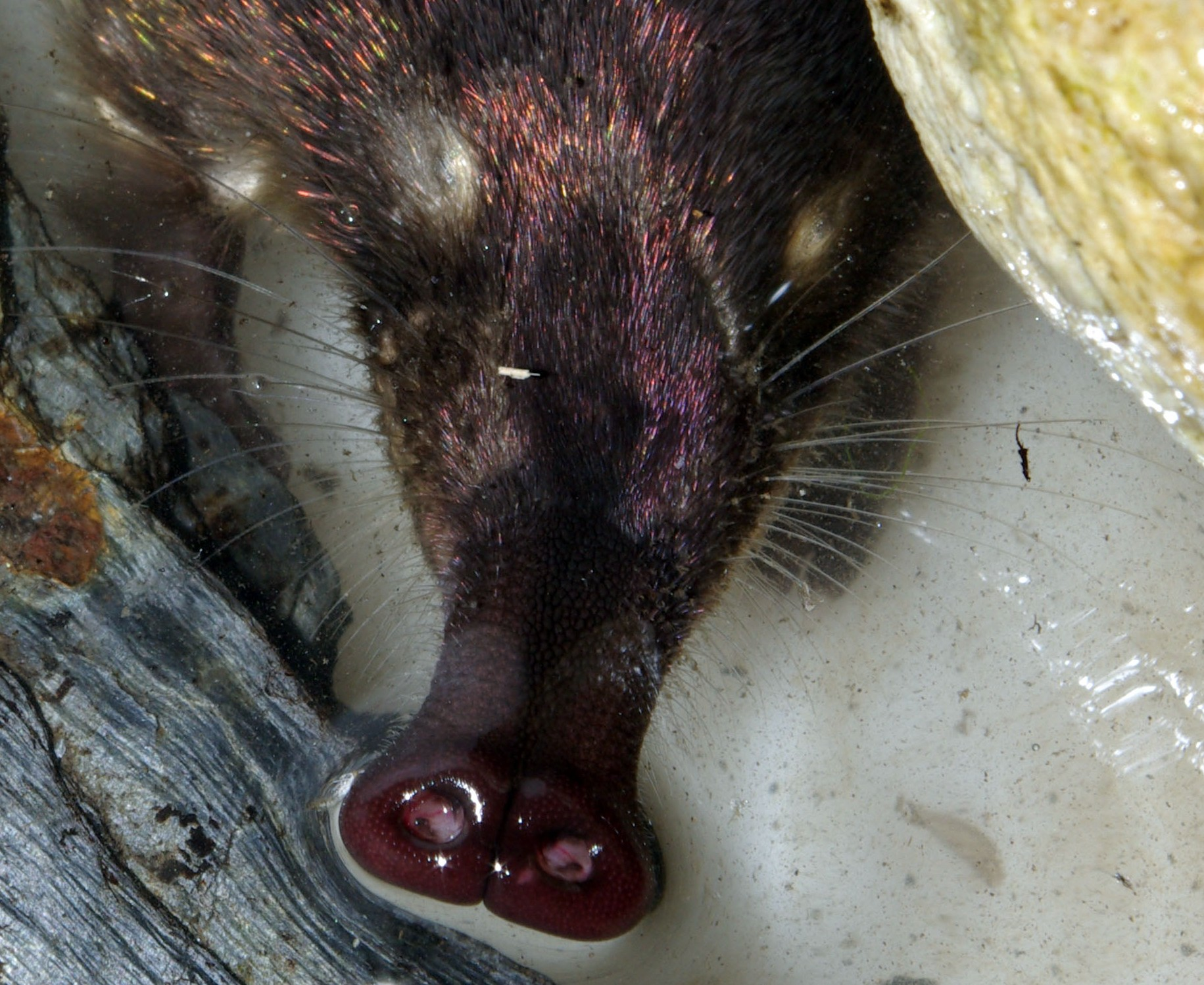
Détail de la trompe avec organes sensoriels tels que les vibrisses et les papilles abritant les organes d'Eimer.
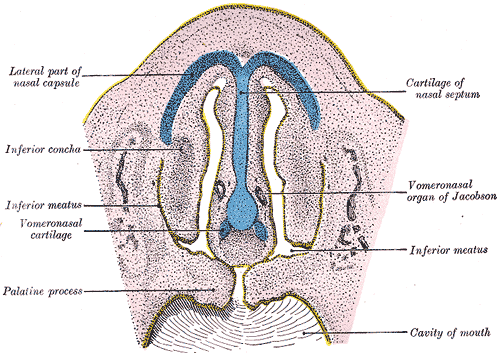
Coupe de la cavité nasale d’un embryon humain. L’organe de Jacobson est identifié à droite. Cet organe est vestigial chez l'Humain mais très développé chez certaines espèces comme le Desman.
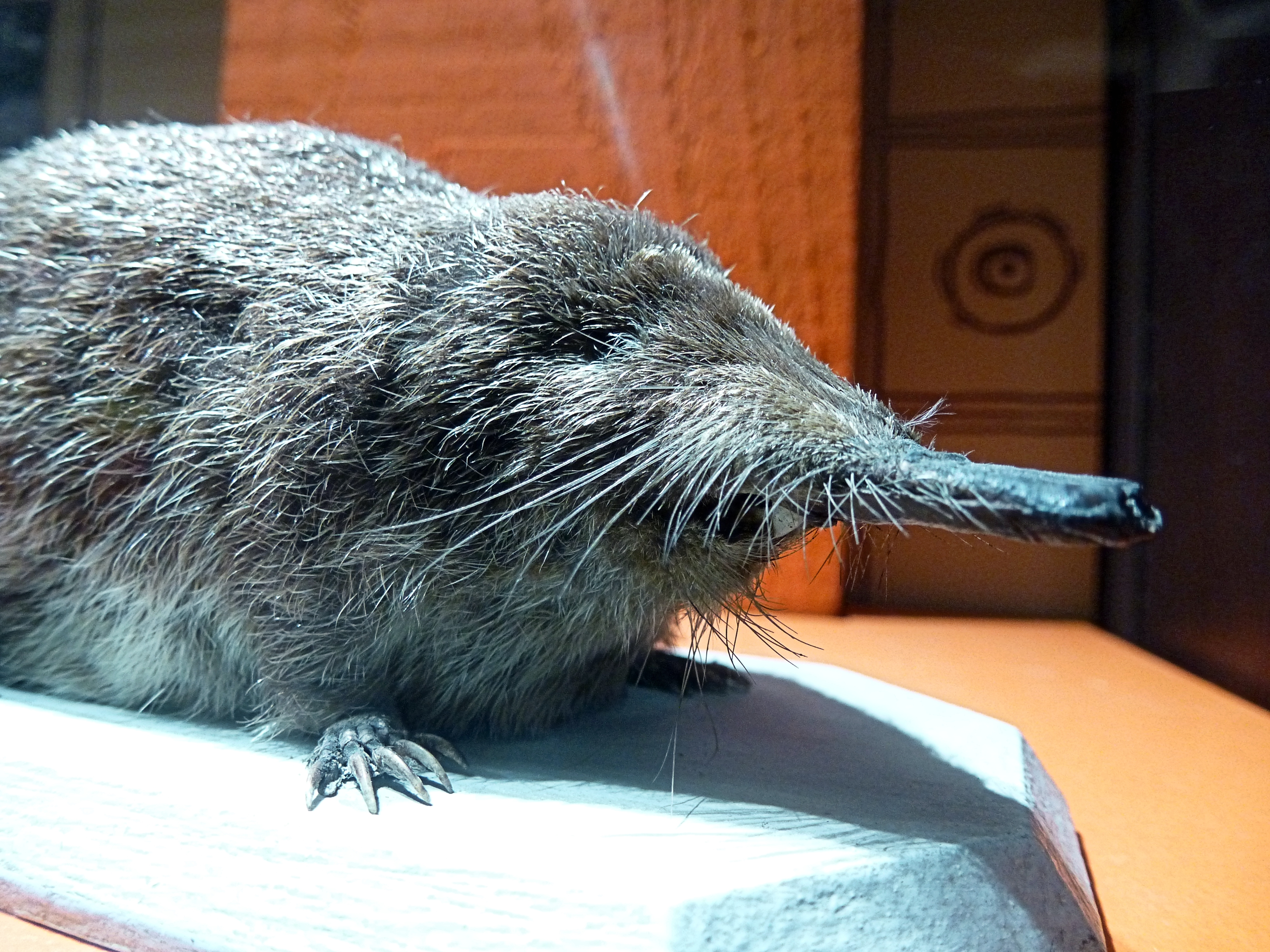
Les vibrisses à la base de la trompe et les pattes avant griffues sont bien visibles. Spécimen naturalisé, MNHN.

### Capacités cognitives
Des études scientifiques démontrent que les capacités de mémorisation et de repérage dans l'espace du Desman sont excellentes et bien meilleures que celles d'autres Mammifères de taille similaire. Chaque individu est capable de garder en mémoire la géométrie des chemins empruntés lors de son activité quotidienne ainsi que les goûts et les odeurs de son territoire. L'autopsie de cadavres de Desman permet de constater que le cervelet, qui est la partie du cerveau servant à l'orientation et la coordination dans l'espace, est très développé comparativement à celui d'autres espèces de Mammifères. En effet, le cervelet du Desman des Pyrénées est beaucoup plus grand que celui de la Taupe et du Desman de Moscovie et proportionnellement seuls les Cétacés présentent un cervelet aussi développé.
Le Desman possède d'excellentes facultés de reconnaissance et de différenciation, par le toucher, des formes géométriques, de la texture ou de la granulométrie d'une surface. Il est également capable de reconnaître une forme déjà connue mais tournée et présentée selon un angle différent. Cela n'implique donc pas les seules capacités du toucher mais, là encore, des capacités cérébrales avancées telles que la mémorisation, la reconstruction de forme en trois dimensions, et le repérage dans l'espace.

### Fèces
Les fèces du Desman ne peuvent pas être confondues avec celles d'autres espèces. Elles ont la forme de petits tortillons de 10 mm à 15 mm de long, d'aspect huileux et dont la couleur peut varier du vert très foncé au noir. Elles dégagent également une odeur de musc que le nez humain non entraîné ne peut en général pas identifier.
Les fèces sont le plus souvent déposées sur un rocher, hors de l'eau. Elles servent de support au Desman pour y déposer les sécrétions de ses glandes à musc, soit dans un but de marquage territorial, soit pour communiquer d'autres informations entre individus.

## Habitat et répartition

### Répartition géographique

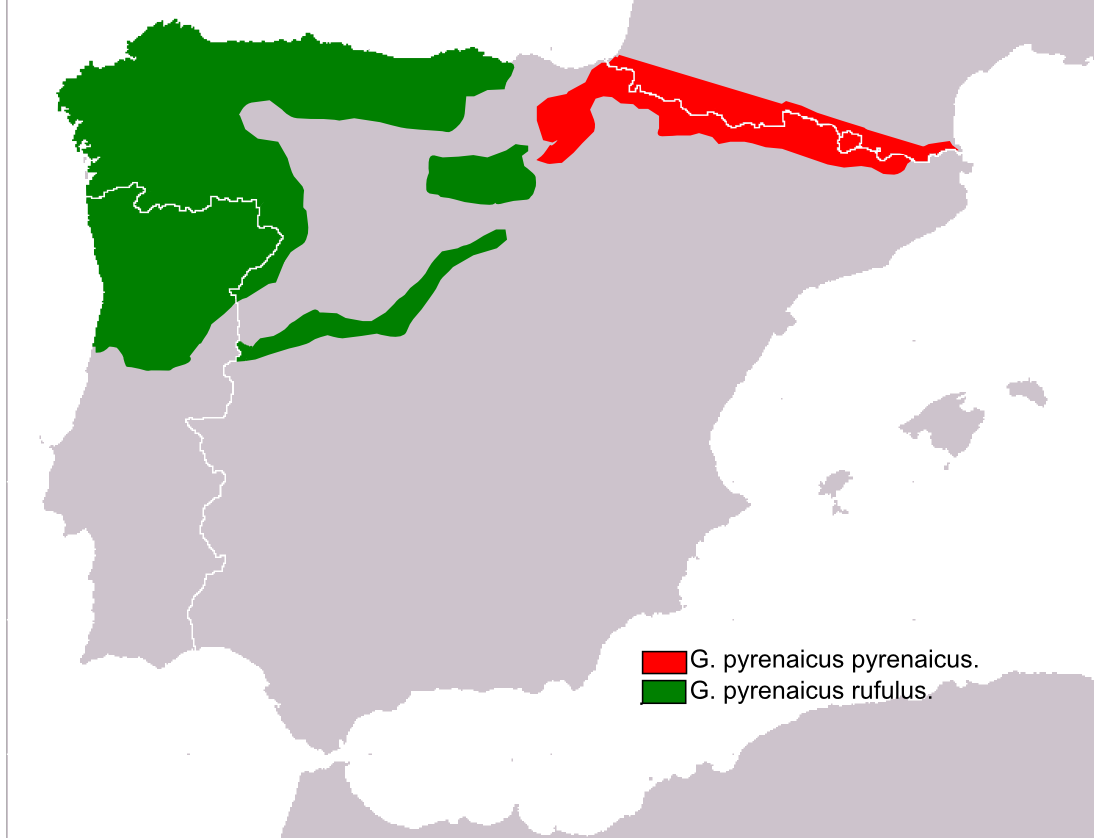
Aire de distribution des deux sous-espèces de Galemys pyrenaicus :
Galemys pyrenaicus pyrenaicus.
Galemys pyrenaicus rufulus.

Le Desman des Pyrénées est une espèce endémique des régions montagneuses de la chaîne des Pyrénées, de la cordillère Cantabrique et du Système central ibérique. Il se rencontre principalement le long des cours d'eau suivants et de leurs affluents (du nord au sud, et d'ouest en est) :
- France : Nivelle, Nive, gave d'Aspe, gave d'Ossau, Adour, Neste, Pique, Garonne, Hers, Salat, Arize, Ariège, Aude, Rébenty, Agly, Têt et Tech[S 9],[5] ;
- Espagne : Bidassoa, Leitzaran, Deba, Artibai, Lea, Gobelas, Oka, Burguete, Iratiko erreka, Aragon, Gállego, sierra de Guara, Ara, Cinca, Noguera Ribagorzana, Noguera Pallaresa, Sègre, Ter, Oviedo, Pisuerga, Xallas, Tambre, Lérez, Oitavén, Sil, Tâmega, Arandilla, Duero[S 9] ;
- Portugal : Minho, Âncora, Lima, Neiva, Cávado, Ave, Rio Leça, Douro, Vouga, Mondego, Zêzere[6].

La plupart de ces cours d'eau se trouvent de part et d'autre d'une ligne de partage des eaux ou ne sont tout simplement pas sur des bassins versants contigus ; par conséquent, la distribution géographique du Desman est très fractionnée.
La répartition générale du Desman est le vestige d'une colonisation postglaciaire de nouveaux territoires par l'intermédiaire de corridors terrestres et, éventuellement, d'un réseau fluvial qui aurait été plus étendu durant l'Holocène. Cependant, de façon plus localisée, la dispersion interbassin peut être beaucoup plus récente.

### Habitat type

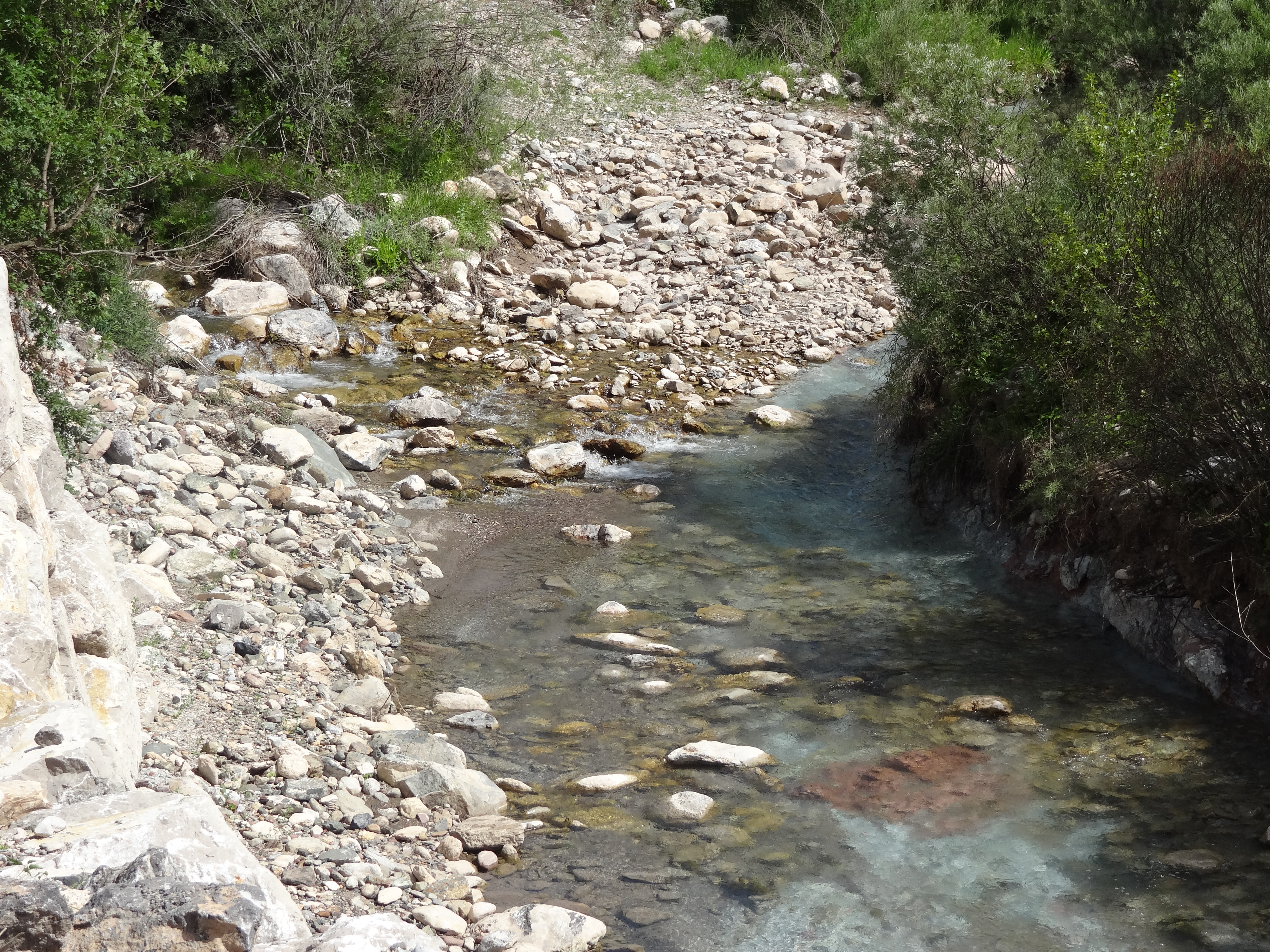
Un torrent parsemé de nombreux rochers, tel est l'habitat privilégié par le Desman des Pyrénées (ici sur la Noguera Ribagorçana).

L’habitat caractéristique du Desman se compose de cours d’eau oligotrophes de basse, moyenne et haute altitude, c'est-à-dire des cours d’eau à l'eau claire et peu chargée en nutriments. De plus le courant doit être suffisamment rapide et l'écoulement permanent. Le Desman évite les cours d'eau intermittents et les eaux stagnantes mal oxygénées, en revanche il s'acclimate très bien aux lacs d'altitude, naturels ou artificiels.
Les cours d’eau où vit le Desman sont en général épargnés par toute pollution anthropique. En effet, les larves dont il se nourrit sont sensibles aux moindres variations d’acidité, de température, d’oxygénation ou d’opacité de l’eau. La présence du Desman au long d'une rivière est donc un indicateur de la haute qualité de ses eaux et fait de celui-ci un excellent marqueur bioenvironnemental.
Plusieurs facteurs environnementaux influent sur la répartition du Desman. L'altitude ne semble pas être le facteur le plus limitant, d’autres caractéristiques sont considérées comme prépondérantes, notamment certains facteurs climatiques et géologiques,.

#### Limite liée à l'altitude

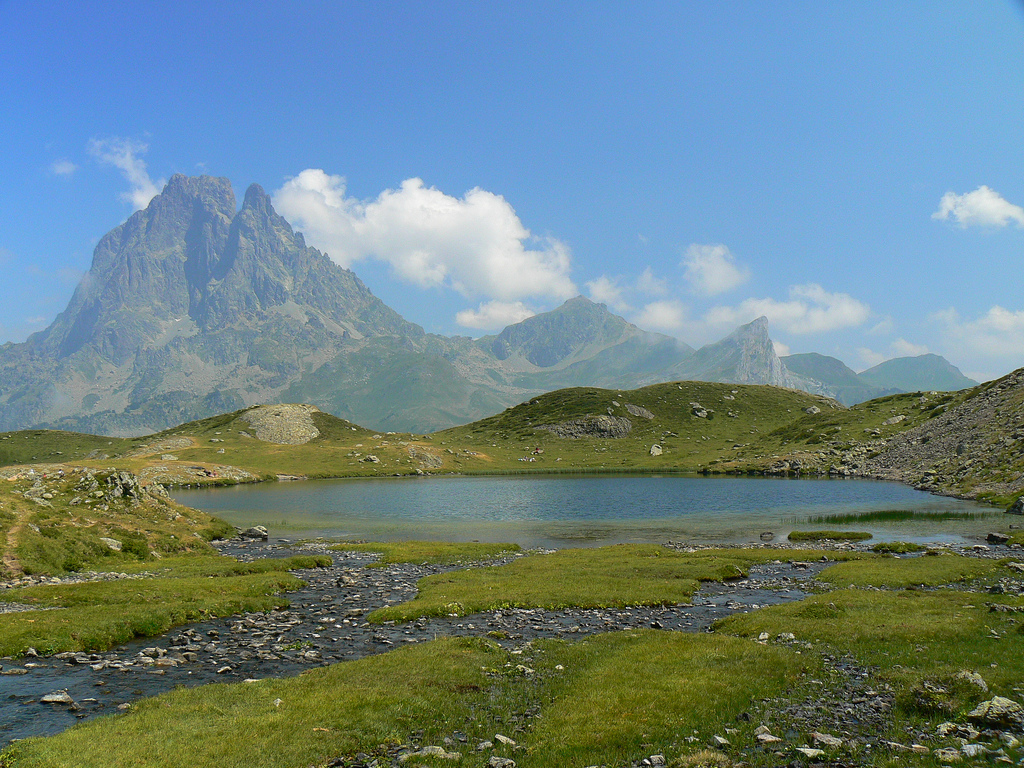
Les lacs d'Ayous, dans les Pyrénées françaises, un territoire où vit le Desman.

Le Desman possède une certaine capacité d’adaptation à l’altitude même si c'est un animal qui privilégie la moyenne et la haute montagne. En France, il est signalé à 15 mètres au-dessus du niveau de la mer, au niveau de Saint-Pée-sur-Nivelle, dans les Pyrénées-Atlantiques. Mais ce cas semble rare ; dans les autres départements des Pyrénées françaises où des études systématiques ont été menées (Ariège, Aude, Pyrénées-Orientales), il se rencontre à partir de 400 m d'altitude. Sur le versant espagnol de la chaîne, à la pluviométrie bien plus faible, l'altitude minimale est de 1 000 m.
Les altitudes maximales enregistrées sont du côté français de 2 021 m au niveau des lacs d'Ayous, dans la haute vallée d'Ossau (Pyrénées-Atlantiques), et du côté espagnol de 2 500 m d'altitude.
Les populations de Desmans vivant sur les rives des lacs d'Ayous dans le parc national des Pyrénées ont un mode de vie et d’habitat particulier. En effet, cet ensemble d’une dizaine de lacs est gelé six mois par an. Le Desman n'hibernant pas, ces populations se réfugieraient donc dans les rivières souterraines une partie de l'année et seraient donc troglophiles.

#### Limite liée à la pluviométrie
L’aire de répartition du Desman est bien corrélée avec les zones dont la hauteur de précipitations annuelles est supérieure à 1 000 mm. Des travaux du laboratoire du CNRS de Moulis, en Ariège démontrent que le Desman a besoin de torrents relativement profonds pour s’épanouir, ce qui suppose une pluviométrie importante et régulière. Des observations sur le bassin du Salat, en amont de Saint-Girons, montrent que le Desman n’est présent que sur les affluents de la rive gauche, dont la pluviométrie atteint les 1 500 mm annuels, alors qu’il est totalement absent des affluents de la rive droite où les précipitations annuelles ne dépassent pas les 900 mm.

#### Limite liée à la nature géologique du terrain
L’analyse de la nature du sous-sol à partir de cartes géologiques franco-ibériques révèle que la majeure partie du territoire du Desman se limite à un sous-sol composé de roches métamorphiques ou magmatiques : granite, syénite, basalte, marbre, ardoise, gneiss, schiste. Les cours d'eau parcourant des terrains sédimentaires sont délaissés.
En fonction de la nature géologique des roches traversées, les cours d’eau brassent une quantité plus ou moins grande d'alluvions, lesquelles troublent l'eau et favorisent la croissance des algues microscopiques et macroscopiques. Les larves dont le Desman se nourrit sont très sensibles aux perturbations environnementales, notamment à la luminosité, et préfèrent les eaux pauvres en particules et plantes aquatiques. Le Desman favorise par conséquent les substrats cristallins, et survit plus difficilement dans des milieux où la quantité de sédiments fins est importante.

### Évaluation du nombre d’individus
Selon des données de 1993 communiquées par le parc national des Pyrénées, le Desman serait à l'époque présent sur 236 zones des Pyrénées françaises (une zone représentant un carré d'environ 71,5 km2, soit environ 8 km de côté), ce qui représente au total une zone d’habitat de 1 687 400 hectares. Cependant, ce chiffre traduit mal la réalité. En effet, le Desman ne vit que le long des cours d’eau de ces zones, et non sur toute la superficie, ce qui fait que son espace de vie réel est beaucoup plus réduit.
Selon ces mêmes données de densité de population, le nombre d’individus au kilomètre carré serait de l’ordre d’un seul. En appliquant cette densité de population de manière identique sur toutes les Pyrénées, la population de Desmans s’élèverait donc à moins de 17 000 individus sur le versant français. Des études datant des années 2010 estiment des densités de population supérieures, entre 2 et 5 individus par kilomètre linéaire sur le versant français. Des études espagnoles sur la même période évoquent des densités de l'ordre de 3 à 7 individus par kilomètre linéaire. Localement, avec des conditions environnementales optimales, la densité de population peut être encore plus élevée.
Certains spécialistes estiment que cette population est suffisante pour garantir un taux de naissance au-delà du seuil de régénérescence de l’espèce, et donc augmenter le nombre de spécimens, mais le taux de mortalité augmentant, le nombre d’individus se stabilise. L'inversion de cette tendance très précaire mettrait en danger l'espèce.

## Cycle de vie

### Territoire et mode de vie

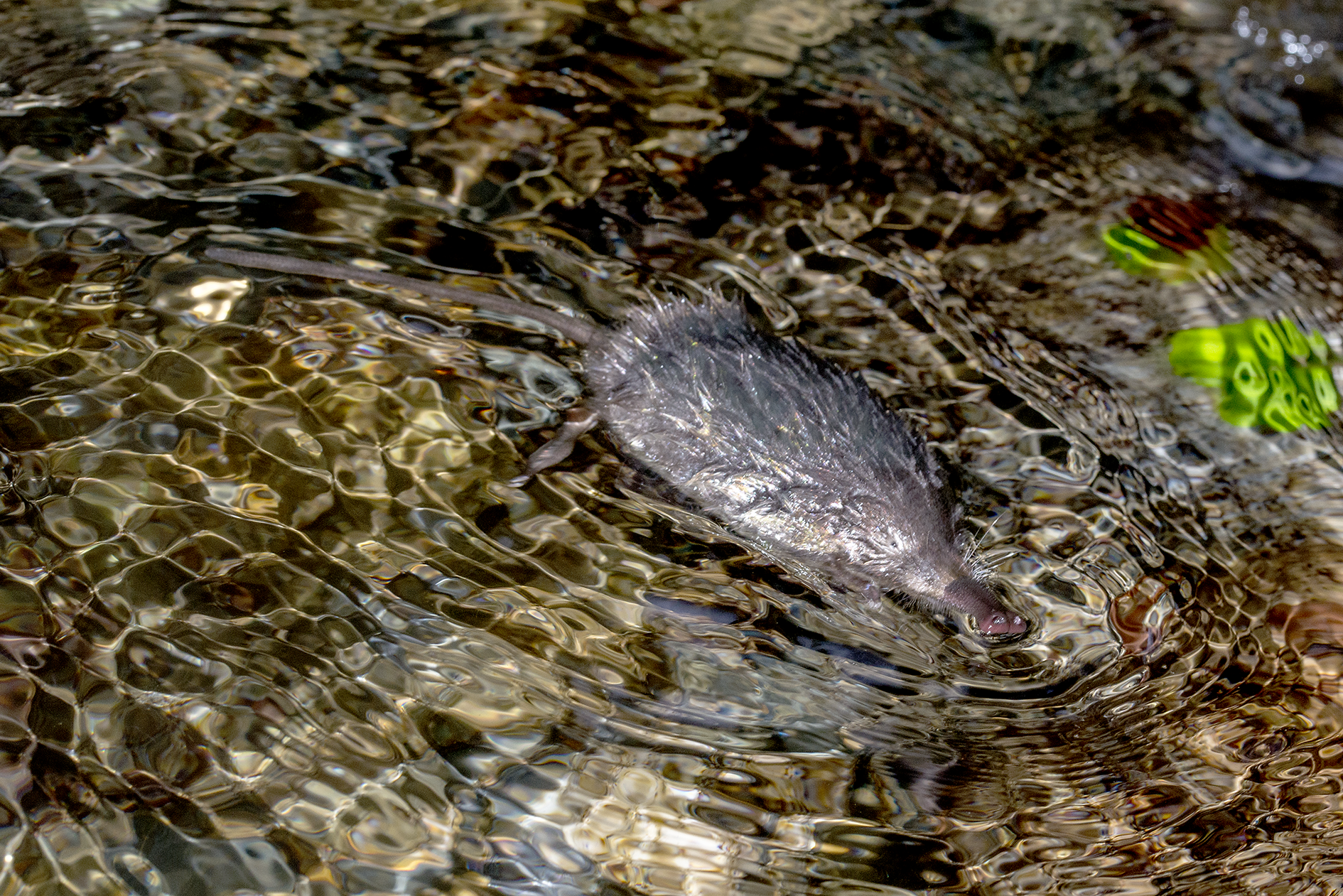
Desman des Pyrénées nageant à la surface de l'eau (Pays basque espagnol).

Le Desman vit sur un territoire bien défini soit en couple, soit seul, bien que certains individus errants aient également été observés. La dimension du domaine vital du Desman semble varier en fonction du lieu (abondance de nourriture ou non, densité de population) et en fonction du sexe de l’individu. Chaque individu connaît parfaitement son territoire qui s'étend en moyenne sur quelques centaines de mètres. Le territoire occupe pour les femelles environ 250 mètres de linéaire de cours d'eau, 450 mètres pour les mâles et 800 mètres pour les couples vivant sur un même secteur. Les membres d'un couple restent éloignés l’un de l’autre, mâle et femelle vivant dans des gîtes différents bien que sur un même territoire. Selon certaines études, la femelle occuperait le centre du territoire et le mâle la périphérie.
Un comportement exploratoire des jeunes ou une migration saisonnière des adultes ne sont pas exclus.
Les études récentes montrent une interaction sociale des Desmans et possiblement une structure sociale. Les territoires de plusieurs individus (du même sexe ou non) peuvent se recouvrir et les rencontres entre individus ne déclenchent pas de comportement agressif. Un individu utilise en moyenne 2 à 3 gîtes, 7 au maximum, et ceux-ci peuvent être fréquentés par d'autres individus.
Le Desman vérifie quotidiennement son territoire et répertorie tout changement dans celui-ci. Grâce à une technique nommée « tambourinage », qui consiste à frapper la surface de l'eau avec ses pattes avant, il provoque des vagues régulières — c'est-à-dire des ondes acoustiques basse fréquence — dont la réflexion permet de repérer les changements dans son environnement. Cette technique d'écholocalisation est similaire à celle pratiquée par les Dauphins. Il a également été remarqué que le Desman émet de petites bulles d'air de manière continue lors de ses déplacements subaquatiques — ce qui par ailleurs limite la durée de ses plongées. L'utilité en reste incertaine, certains chercheurs remarquant que cette technique pourrait être soit une autre forme d’écholocalisation, soit liée à une activité olfactive par l'organe de Jacobson.
Le gîte n'est pas construit par le Desman lui-même. Il s'agit généralement d'un terrier déjà creusé sur la berge par d’autres espèces animales, ou d'une cavité naturelle entre des racines ou des pierres. De nombreuses expériences réalisées sur des Desmans des Pyrénées ont révélé que le gîte est composé d’un long couloir d’une dizaine de centimètres à l’entrée, se terminant par une chambre tapissée de mousse, de branches et d’herbe qui sert de nid. Un même individu peut fréquenter régulièrement plusieurs gîtes. Les travaux fréquents concernant l’aménagement de berges en pierre le privent de possibilités pour trouver un terrier et participent à son éradication progressive.

### Activités

#### Rythme nycthéméral

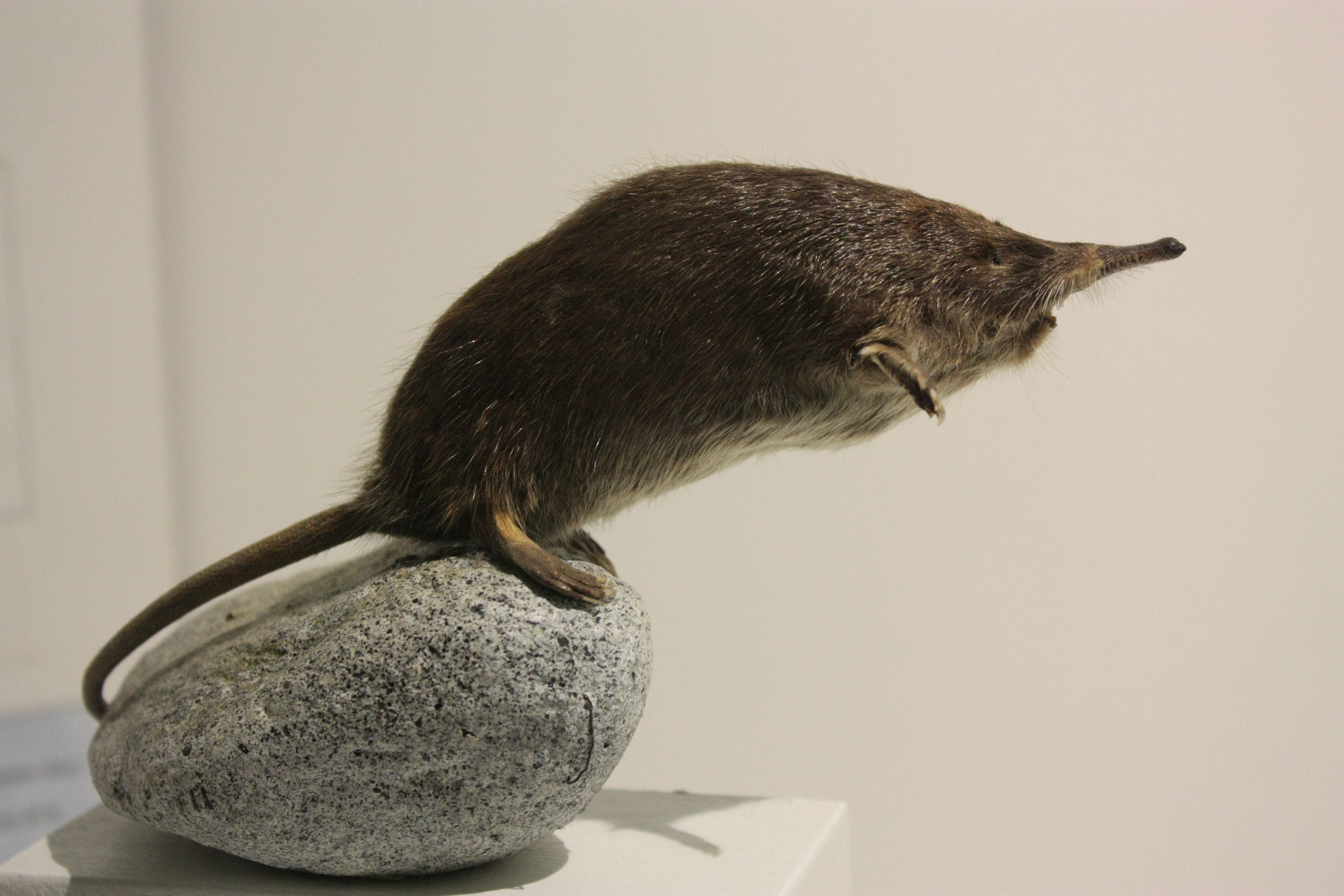
Un Desman naturalisé en position dynamique.

La vie du Desman des Pyrénées est faite d'alternances de périodes d'activité, dans l'eau, et de périodes de repos, à terre, à l'intérieur du gîte. L’activité présente un caractère bimodal mais est essentiellement nocturne. L’analyse du graphique nycthéméral montre que l’activité nocturne dure en moyenne huit heures et atteint son maximum entre 23 h et 5 h, pour cesser vers 7 h. L’activité diurne du Desman dure d'une à trois heures en début d’après-midi,. L'animal passe la moitié de la journée au nid. Les orages accompagnés de précipitations retardent ses sorties de plusieurs heures.
Entre les mois de février et de mai, l'activité diurne est plus forte et dure plus de deux heures ; cette période correspond à la saison de reproduction. À l'inverse, à l'automne, l'activité diurne est à son minimum alors que l'activité nocturne augmente et se voit souvent fragmentée en deux périodes de cinq heures avec une phase de repos au milieu de la nuit.

#### Locomotion
Les principaux déplacements du Desman s’effectuent dans le milieu aquatique au cours de la recherche de la nourriture. Sa nage paraît peu agile mais elle est très rapide et se fait par le mouvement alterné de ses puissantes pattes postérieures, ce qui lui donnerait une nage zigzagante si sa queue n’en corrigeait pas les écarts. Le Desman est capable de nager contre le courant et aussi de remonter une cascade en s'agrippant aux rochers grâce à ses longues griffes.
À terre, le Desman est peu à son aise. Il se déplace en claudiquant du fait de l’importante taille de ses membres postérieurs et en marchant sur la pointe de ses griffes.
Ses rares déplacements terrestres sur les berges ou sur un rocher au milieu de la rivière, ne sont que des moments de repos consacrés au toilettage et à l'essorage de son épaisse fourrure. Pour cela, il fait de nombreuses pauses dans la journée entre les plongées. Le rituel commence par un ébrouement rapide, puis le Desman brosse méticuleusement son pelage avec les griffes de ses pattes arrière, ce qui l'enduit d'une sécrétion huileuse et imperméabilisante issue des glandes sébacées.

#### Reproduction
La période d'activité sexuelle s'étale de décembre à mai pour les mâles et de février à juin pour les femelles. Elle varie selon les régions en fonction de la température, du climat et de l’altitude. Il n’existe donc pas à proprement parler de période de reproduction, mais trois pics de gestation sont observés en février, mars et mai. Il est possible que les femelles puissent avoir plusieurs portées par an, mais cela n'a jamais été confirmé par observation.
Concernant la durée de gestation, aucune donnée n'est disponible. Celle-ci n'a jamais pu être suivie, tout comme aucun nouveau-né de moins de trois mois n'a jamais été observé. Cependant, le Desman des Pyrénées appartenant à la famille des Taupes, la durée de gestation est estimée par analogie entre 30 et 40 jours. L’allaitement des petits durerait environ quatre et cinq semaines.
La mise bas, qui n'a jamais été observée, a certainement lieu dans les gîtes souterrains où vit le Desman. Le nombre de petits par portée est au maximum de cinq. Plus couramment, le nombre est de trois à quatre petits. La femelle possède huit mamelles : deux pectorales, deux abdominales et quatre inguinales. La maturité sexuelle est atteinte au bout de quelques semaines.

#### Espérance de vie
Les mâles et les femelles ont une espérance de vie de trois ou quatre ans. En effet, des animaux marqués lors de recherches ont été recapturés au maximum trois ans après leur capture initiale. De plus, l’étude de la dentition de 87 animaux montre que l'âge observé ne dépasse jamais quatre années.
Il n'y a jamais eu d'accouplement en captivité. De plus, si l’aménagement de son enclos ne correspond pas à ses exigences, le Desman captif se laissera dépérir.

### Alimentation

#### Recherche de la nourriture
La recherche de nourriture dans le fond des torrents est l'activité principale du Desman. Il cherche ses proies et les détecte à l’aide de ses sens tactile et olfactif particulièrement bien développés. Il utilise plus précisément l'olfaction en phase liquide grâce à l'organe de Jacobson, et surtout le sens du toucher pour lequel sa trompe est spécialisée, au travers des vibrisses et des organes d'Eimer. Ces facultés lui permettent ainsi de détecter ses proies soit à distance grâce à leurs mouvements et leur odeur, soit par contact direct avec sa trompe. Une bonne précision de la localisation d’une proie dans l’eau semble être atteinte jusqu'à une distance de 5 centimètres, mais le Desman peut détecter la simple présence (sans localisation précise) d'une proie sur plusieurs dizaines de centimètres.
Le Desman est incapable de poursuivre une proie qui nage ou que le courant emporte. Il se nourrit donc préférentiellement de larves vivant au fond des cours d'eau où l'eau est la plus calme, ou plus rarement d’insectes s’approchant trop près de la surface de l’eau.

#### Régime alimentaire
Le Desman a un métabolisme élevé et a besoin d’ingérer au quotidien entre un tiers et la moitié de sa masse en nourriture, soit 20 à 30 grammes. En plein hiver, lorsque la température de l'eau est particulièrement basse, la quantité de nourriture ingérée peut atteindre l'équivalent de la masse totale de l'individu, soit 60 grammes. La période hivernale en montagne, de janvier à avril, correspond également à la période de reproduction du Desman et à la période où la biomasse de ses proies potentielles est la plus importante dans les cours d'eau.
L'identification des restes de proies issus de contenus stomacaux d'individus morts, de fèces ou par des observations réalisées en captivité a permis de déterminer que le régime alimentaire du Desman se compose majoritairement de larves d’invertébrés benthiques de trois ordres : les Éphémères, les Plécoptères et les Trichoptères. Selon ces études basées sur l'identification morphologique, il s'agirait d'un prédateur spécialisé,. Cependant, l'identification moléculaire des fèces durant les années 2010 a permis une plus grande précision. Si ces trois ordres représentent bien 80 % du total des proies, ce ne sont qu'un tiers des espèces identifiées. Se rajoutent notamment les larves de Diptères et les Crustacés comme la Gammare. Aussi, bien qu'exceptionnellement prédatées, une grande diversité d'autres espèces composent le menu du Desman, qui se révèle être un prédateur généraliste de Coléoptères, de Neuroptères, d'Hémiptères, de Lépidoptères, d'Odonates, de Myriapodes, d'Arachnides ou encore d'Urodèles, de Gastéropodes et de Poissons,.

Principales proies du Desman des Pyrénées :
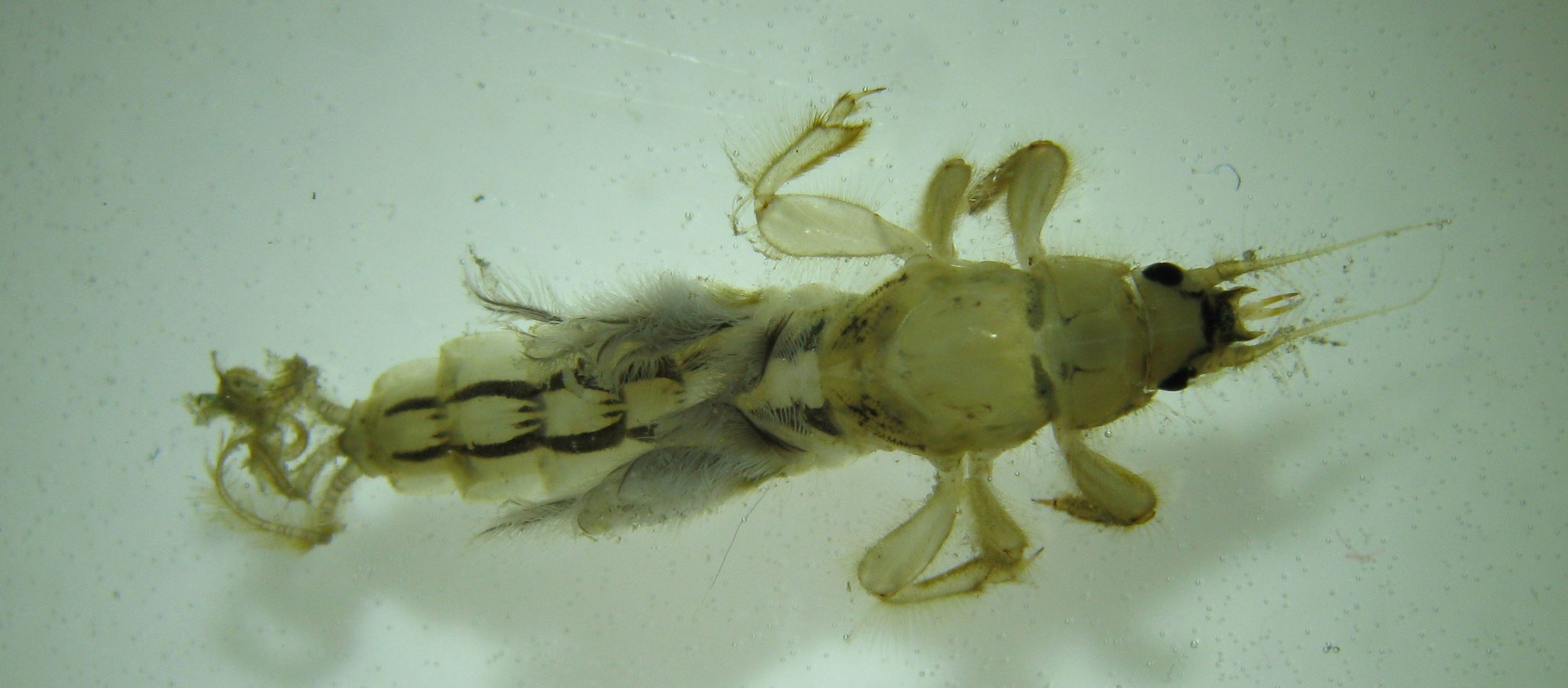
Larve d'Éphémères.
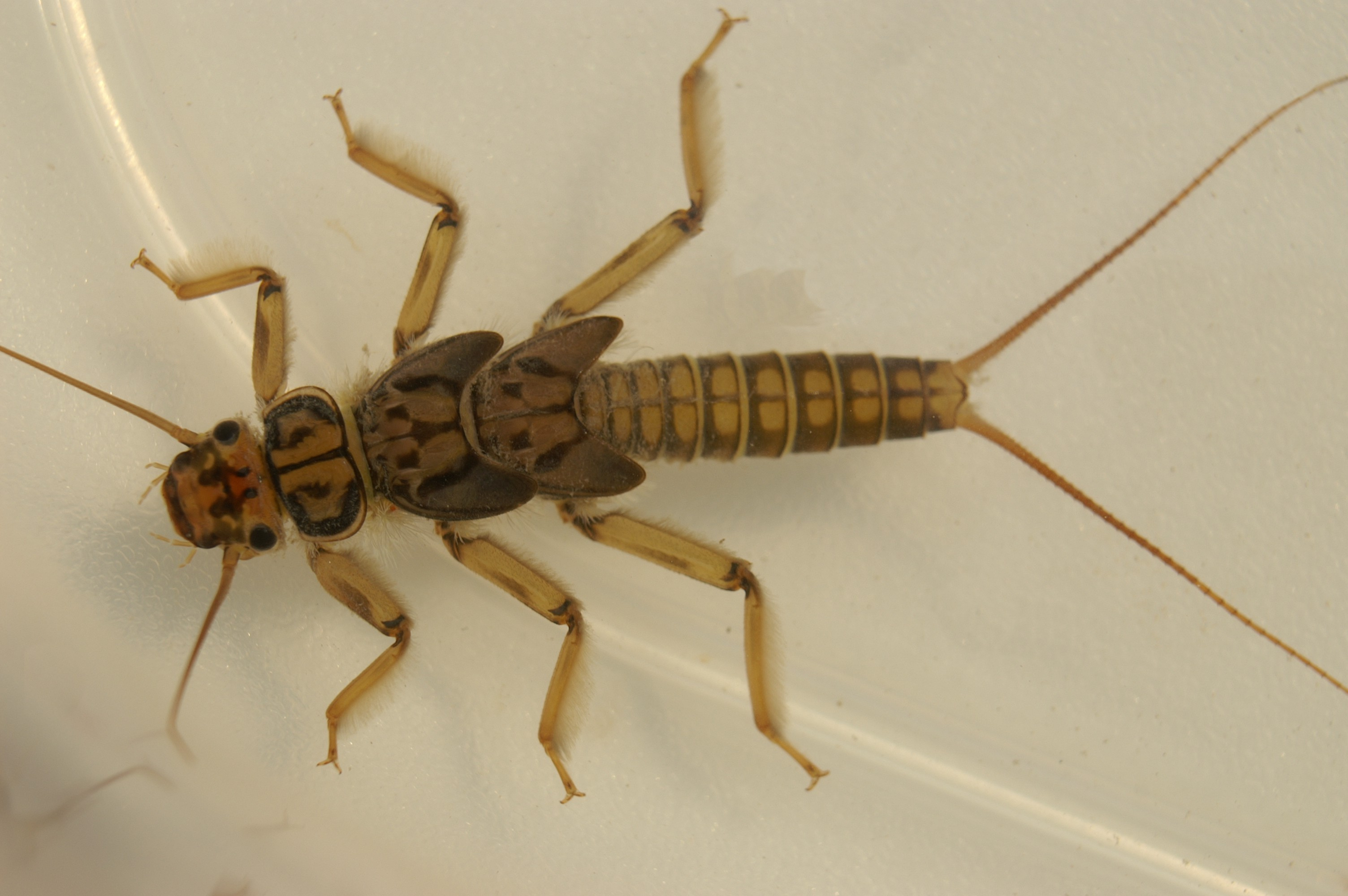
Larve de Plécoptères.
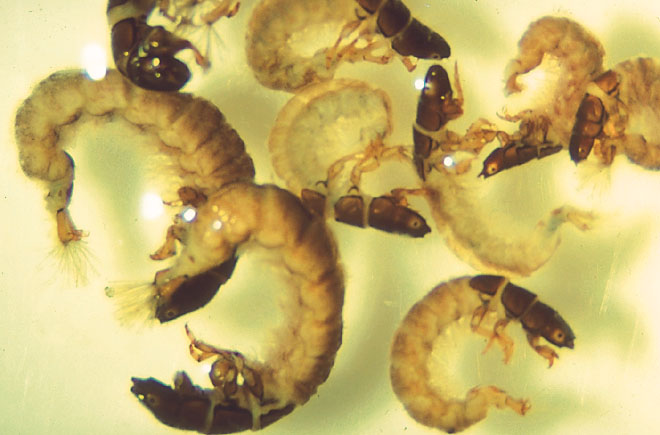
Larves de Trichoptères.

Les proies strictement terrestres comme les Araignées, les Criquets et les Vers de terre représentent 10 % des captures et plus d'un tiers des espèces ; celles-ci sont moins abondantes en dehors de l'été. Cette consommation peut provenir de chasse active, de rencontres hasardeuses ou de noyades accidentelles.
Contrairement au Desman de Russie qui est dix fois plus lourd, le Desman des Pyrénées n'a été qu'exceptionnellement observé se nourrissant de Poissons et de Grenouilles, une rareté que confirment les analyses moléculaires des fèces.
Le Desman des Pyrénées semble privilégier les larves de Trichoptères, à valeur énergétique élevée, qu’il chasse exclusivement en plongeant de 15 à 20 secondes dans l’eau. De plus, ces larves étant de taille relativement importante, elles sont plus faciles à capturer et par conséquent d'un grand apport énergétique pour un effort moindre. Les proies les plus petites sont happées directement lors de la plongée mais, pour les larves de plus grande taille, elles sont consommées hors de l'eau, sur la berge ou sur un rocher, en position assise sur les pattes postérieures. Le Desman les pousse alors vers sa gueule à l'aide de sa trompe préhensile. La diversification des proies pourrait être une réponse à une modification des communautés aquatiques liée à un stress comme la pollution ou un effet saisonnier comme la variation des conditions climatiques et du débit d'eau.
Pendant longtemps, les scientifiques ont cru que le Desman était très sensible à la pollution issue des activités anthropiques, mais en réalité, ce sont les larves dont il se nourrit qui meurent à la moindre perturbation de la clarté, de l’acidité ou de l’oxygénation de l’eau. Il est donc important de déterminer et surveiller les paramètres physico-chimiques de l’environnement aquatique du Desman (analyse de type DBO).

### Prédation

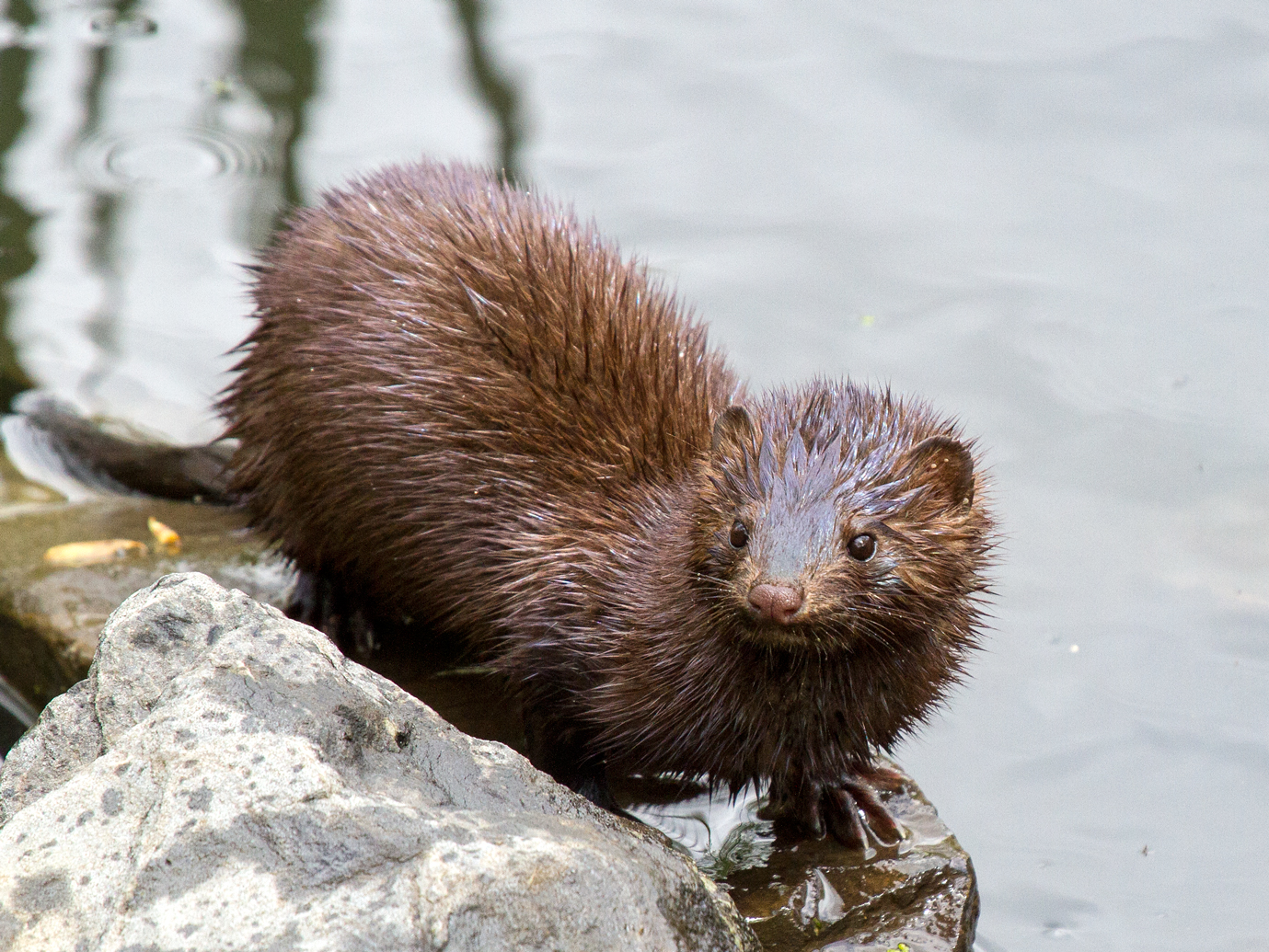
Le vison d'Amérique, un prédateur du Desman des Pyrénées.

Le Desman fait partie de l'alimentation de la Loutre d'Europe, son principal prédateur. Les autres prédateurs connus sont la Buse variable, le Grand brochet, l'Hermine, la Chouette hulotte, la Cigogne blanche, les Héron cendré et bihoreau. La prédation par la Chouette effraie semble extrêmement rare.
Le Vison d'Amérique, espèce invasive très présente dans les monts Cantabriques, représente une vraie menace pour le Desman en Espagne où de nombreux cas de prédation sont répertoriés. Les chiens et chats domestiques constituent également une menace.

### Parasitisme
Que ce soit au stade larvaire ou adulte, la plupart des espèces d'invertébrés aquatiques dont le Desman se nourrit sont susceptibles d'être des hôtes intermédiaires de vers parasites. Le Trématode le plus répandu est Omphalometra flexuosa. Commun avec la Taupe d'Europe, il se trouve au stade larvaire enkysté dans la Gammare, une crevette d'eau douce. Maritrema pyrenaica est un Trématode du Desman commun avec la Musaraigne aquatique. Son premier hôte intermédiaire est l'Escargot aquatique Bythinelle des Pyrénées, les larves s'enkystant dans un deuxième temps dans la crevette Echinogammarus berilloni. Le Trématode Mathovius galemydis et le Nématode Paracuaria hispanica se rencontrent uniquement dans les intestins des Desmans des massifs Ibériques. Ils ont pour hôtes intermédiaires les larves et adultes d'arthropodes aquatiques ou des crustacés.
L'acarien Eadiea longisetosa est un parasite externe qui se trouve dans les poils du Desman des Pyrénées. Il est commun avec le Desman de Russie.
Il est probable que la faune de parasites externes et internes du Desman ne soit pas identifiée de manière exhaustive. Ainsi, Pseudocephalotrema pyrenaica est une espèce de trématodes qui se rencontre couramment dans les biotopes typiques du Desman et qui pourrait potentiellement l'infester sans que cela n'ait été formellement prouvé.

## Taxinomie

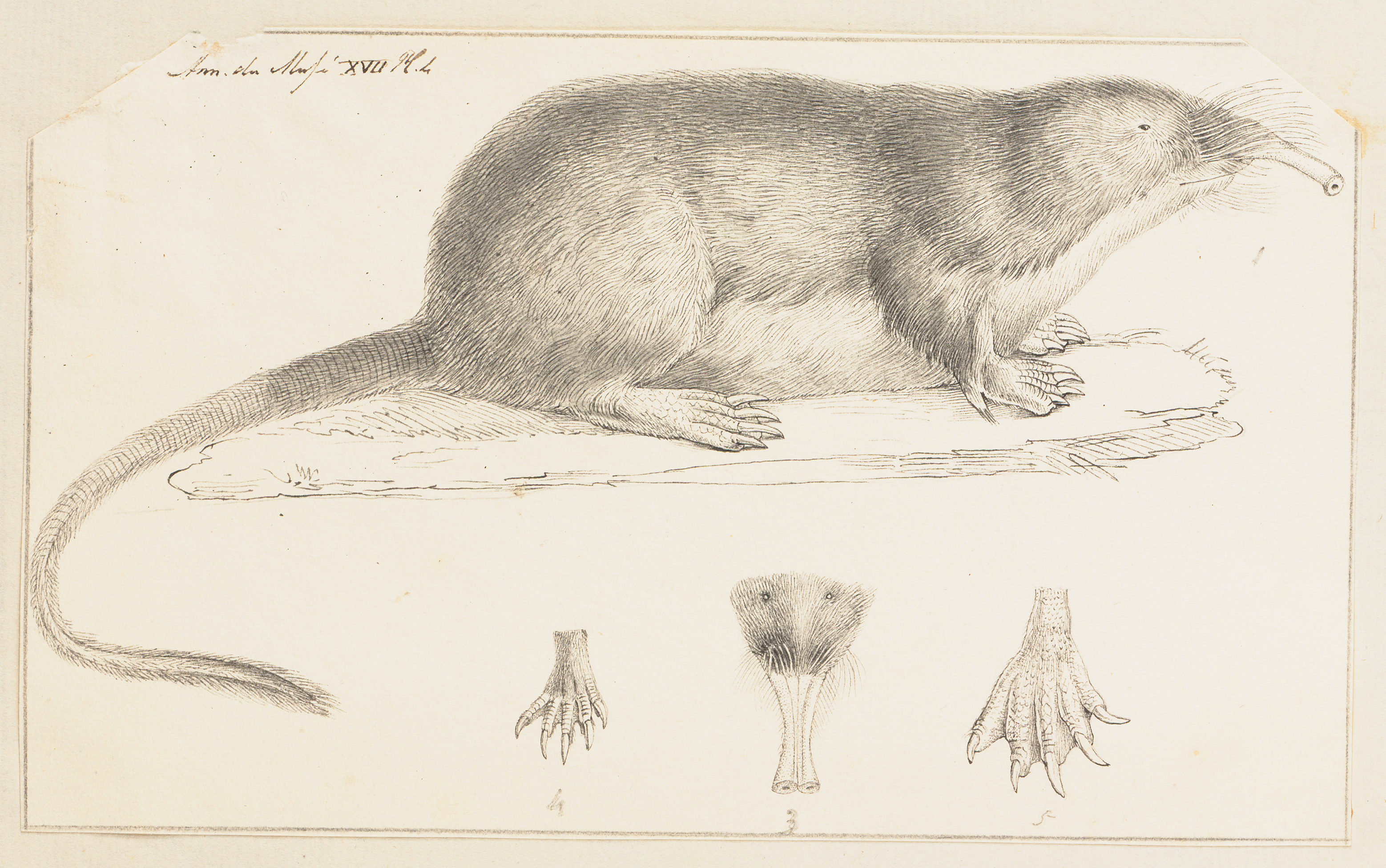
Desman des Pyrénées. Illustration peu réaliste datant d'avant 1880 (collections de l'université d'Amsterdam).

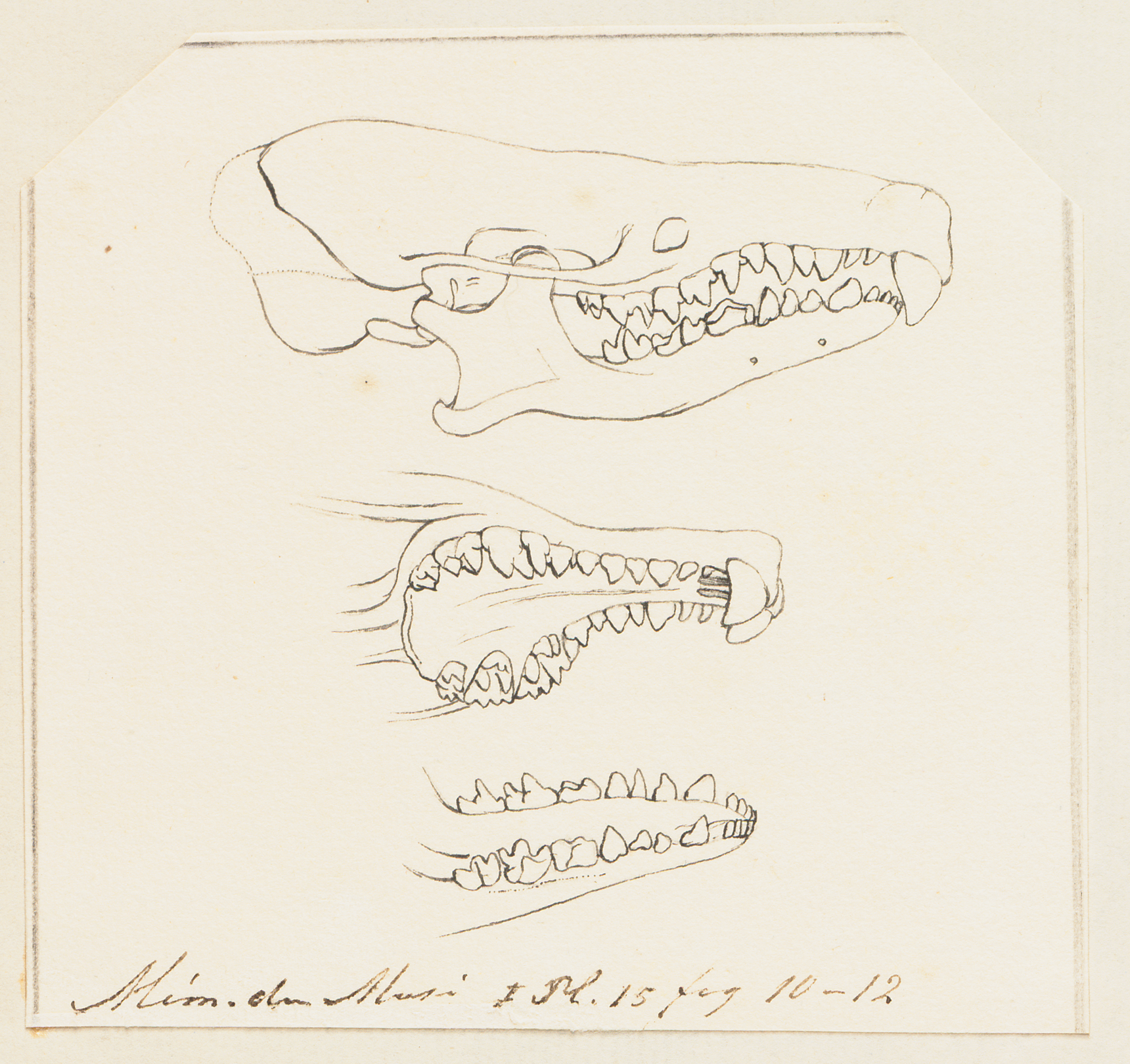
Crâne et mâchoires de la sous-espèce nominative du Desman des Pyrénées (collections de l'université d'Amsterdam).

L'espèce est décrite en 1811 par le naturaliste français Étienne Geoffroy Saint-Hilaire, sous le protonyme Mygale pyreneica, à partir de spécimens que lui adresse M. Derouay, professeur à Tarbes. Sa localité type est située en France dans « les montagnes près de Tarbes », dans les Hautes-Pyrénées. L'holotype, c'est-à-dire le spécimen empaillé qui sert de référence à la publication originale, est conservé au Muséum national d'histoire naturelle à Paris.
En 1829, l'espèce est reclassée dans le genre Galemys, dont elle est l'espèce type, par le naturaliste allemand Johann Jakob Kaup.

### Publication originale
- Étienne Geoffroy Saint-Hilaire, « Mémoire sur les espèces des Genres Musaraigne et Mygale », Annales du Muséum d'histoire naturelle, vol. 17,‎ 1811, p. 193 (lire en ligne).

### Étymologie
Étymologiquement, Galemys est formé à partir du grec ancien γαλῆ / galễ (« belette ») et μῦς / mûs (« souris »).
Quant à Desman, il provient du suédois desman (« musc »), diminutif de desmanrätte (« rat musqué »), lui-même issu du moyen bas allemand Desem et du latin médiéval bisamum ; ces deux formes ont également la signification de musc,.

### Synonymie
Galemys pyrenaicus a pour synonymes :
- Mygale pyreneica, Étienne Geoffroy Saint-Hilaire, 1811, protonyme[S 35],[16] ;
- Myogalea pyrenaica (Geoffroy Saint-Hilaire, 1811)[17] ;
- Desmana pyrenaica (Geoffroy Saint-Hilaire, 1811)[16].

### Noms français
Ce taxon porte en français les noms vulgarisés et normalisés « Desman des Pyrénées »,,, et « Desman ibérique », ainsi que les noms vernaculaires « Rat-trompette » et plus rarement « Taupe des Pyrénées ».

### Phylogénie
Le Desman des Pyrénées est un mammifère insectivore de la famille des Talpidés, de la sous-famille des Desmaninés et la seule espèce actuelle du genre Galemys. L'espèce vivante la plus proche au niveau biologique et seule autre espèce de Desmaninés est le Desman de Russie, du genre Desmana, animal beaucoup plus gros qui vit dans les bassins de la Volga, de l'Oural et du Don.
Les chromosomes diploïdes chez le Desman sont au nombre de 42. La caryologie, c'est-à-dire l'étude des noyaux cellulaires, confirme la similarité du Desman avec le genre Talpa et ainsi son classement chez les Eulipotyphles dans la famille des Talpidés,. Cependant, les analyses génétiques portant à la fois sur l'ADN mitochondrial et sur l'ADN nucléaire livrent des résultats plus ambigus concernant le positionnement des Desmans au sein de cette famille : certaines les placent à égale distance des tribus des Condylurini dont fait partie le Condylure étoilé et des Talpini dont font partie la Taupe d'Europe et la Taupe d'Aquitaine, alors que d'autres les rapprochent d'avantage des Talpini. Ces mêmes analyses confirment le lien de parenté entre le Desman des Pyrénées et le Desman de Russie ainsi que leur placement dans des genres distincts et monophyles.

### Sous-espèces
Deux sous-espèces du Desman des Pyrénées sont reconnues,,, :
- Galemys pyrenaicus pyrenaicus (Saint-Hilaire, 1811) ;
- Galemys pyrenaicus rufulus (Graells, 1897).

La sous espèce rufulus est décrite en 1897 par le naturaliste espagnol Mariano de la Paz Graells sous la variété Myogalea pyrenaica var. rufula, à partir de spécimens capturés dans la vallée de Valsaín au sein de la sierra de Guadarrama dans le centre de l'Espagne. Graells justifie la création de ce sous-ensemble par une coloration jaune du pelage donnant à l'animal sous l'eau un aspect doré, ainsi qu'une coloration également jaune vif de la peau et des ongles des pattes avant et arrière ; le type pyrénéen s'en différencie par un pelage brun lui donnant un aspect argenté sous l'eau ainsi que par des pattes brunes.
Dans les années 2000, les deux sous-espèces sont bien délimitées géographiquement : la sous-espèce pyrenaicus vit dans les Pyrénées, sur les versants français et espagnol, la sous-espèce rufulus dans les autres massifs montagneux du Nord-Ouest de la péninsule Ibérique. Leur différence de coloration n'étant pas retenue comme critère tangible, elles se distinguent par les dimensions morphométriques de leur crâne. Cependant, ces critères de différenciation morphologique restent ténus et demandent à être précisés par de plus amples recherches.

## Paléontologie
Les découvertes de restes fossilisés attestent la présence de différentes espèces de Desmaninés sur toute l'Europe, de l'Oural à la façade atlantique, à partir du milieu du Miocène, il y a quelque 15 millions d'années, et jusqu'à la fin de celui-ci, il y a 5,3 millions d'années. Les deux espèces de Desman actuelles sont donc des reliquats de populations beaucoup plus importantes qui ont été fragmentées par la succession de périodes glaciaires. Le Desman de Russie est beaucoup plus proche des espèces primitives de Desmaninés, en taille et en morphologie, que le Desman des Pyrénées dont les étapes d'adaptation au milieu montagnard et de spéciation restent inconnues. Les analyses moléculaires donnent une divergence des deux espèces (et donc des deux genres) il y a 10 millions d'années.
Le genre Galemys est connu à partir de la fin du Pliocène, il y a 2,6 millions d'années, et par la suite son aire de répartition ne cesse de diminuer, passant de toute l'Europe centrale et occidentale à sa marge sud-ouest, c'est-à-dire l'Ibérie, seule région qui ne vit pas ses montagnes se couvrir de glace lors des dernières glaciations et forma ainsi une zone refuge. Ceci atteste du fait que le genre Galemys était certainement déjà spécialisé et adapté aux eaux vives de montagne et que le Desman des Pyrénées est une espèce relique.
La divergence au cours de l'évolution entre les sous-familles des Talpinés et des Desmaninés est mal connue dans les registres fossiles. Des analyses moléculaires indiquent que cette séparation a eu lieu il y a environ 37 millions d'années, au passage de l'Éocène moyen à supérieur.

## Menaces anthropiques

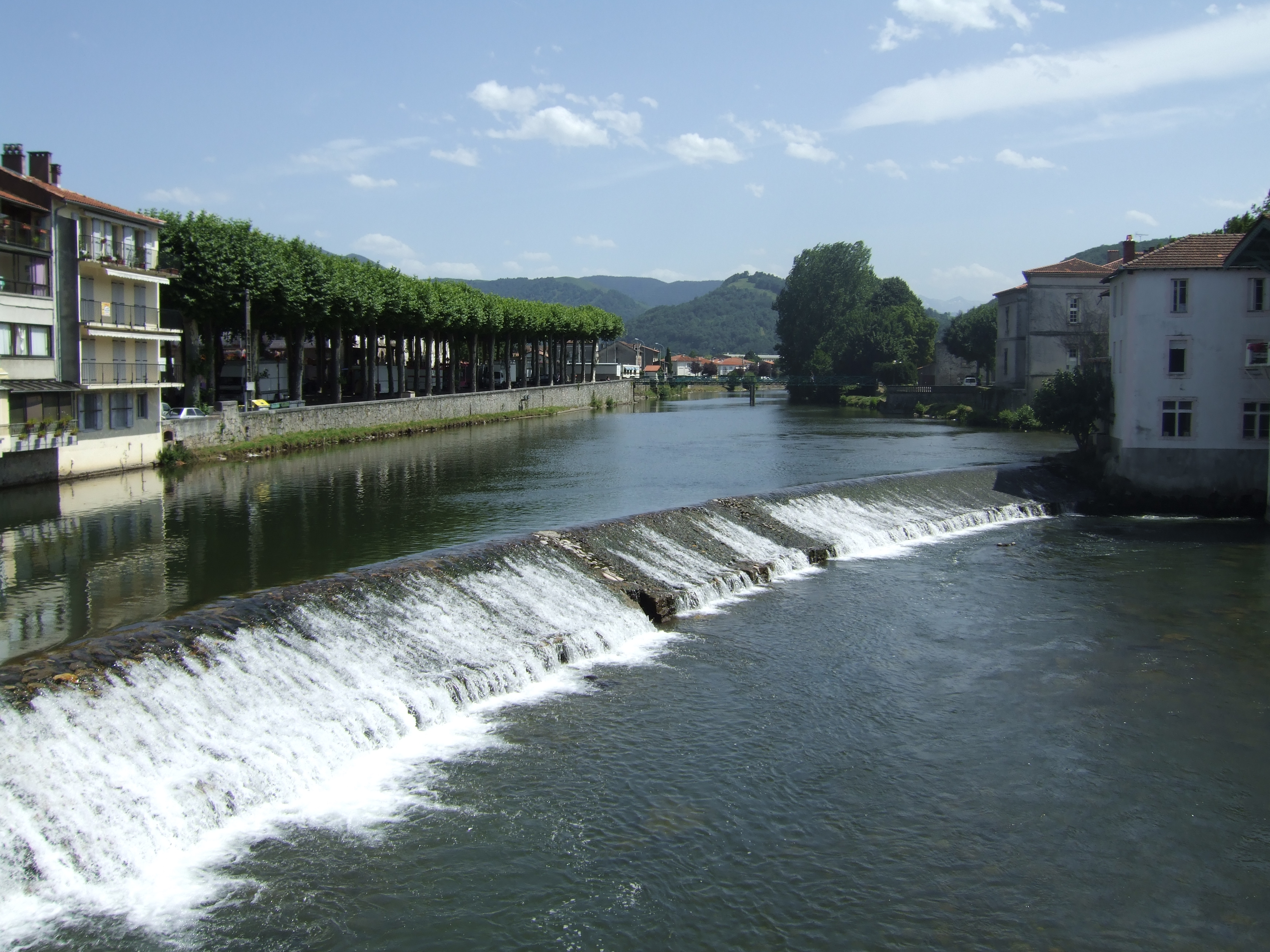
Seuil du Salat à Saint-Girons, en Ariège.

Le Desman des Pyrénées est une espèce hautement spécialisée pour vivre dans les torrents de montagne, milieu qui tend à disparaître avec l'anthropisation de la montagne. La principale menace est ainsi la fragmentation de son habitat par divers aménagements. L’avenir du Desman, tant en France que dans la péninsule ibérique, repose donc essentiellement sur la conservation et la restauration de son habitat naturel,.
Divers dangers, issus de l’expansion urbaine et technologique du début du XXIe siècle, menacent le Desman : les retenues d’eau, dont l'exploitation entraîne des variations brutales du niveau et de la température des cours d'eau, les seuils et autres aménagements qui fragmentent son habitat, l'artificialisation des berges et l'assèchement des zones humides qui détruisent directement l'habitat du Desman, les pollutions diverses et variées qui modifient l'écosystème aquatique. En effet, les variations du courant, de la profondeur, de l’acidité et de la teneur en oxygène tuent les larves d'invertébrés qui constituent l’alimentation du Desman.

### Retenues d’eau

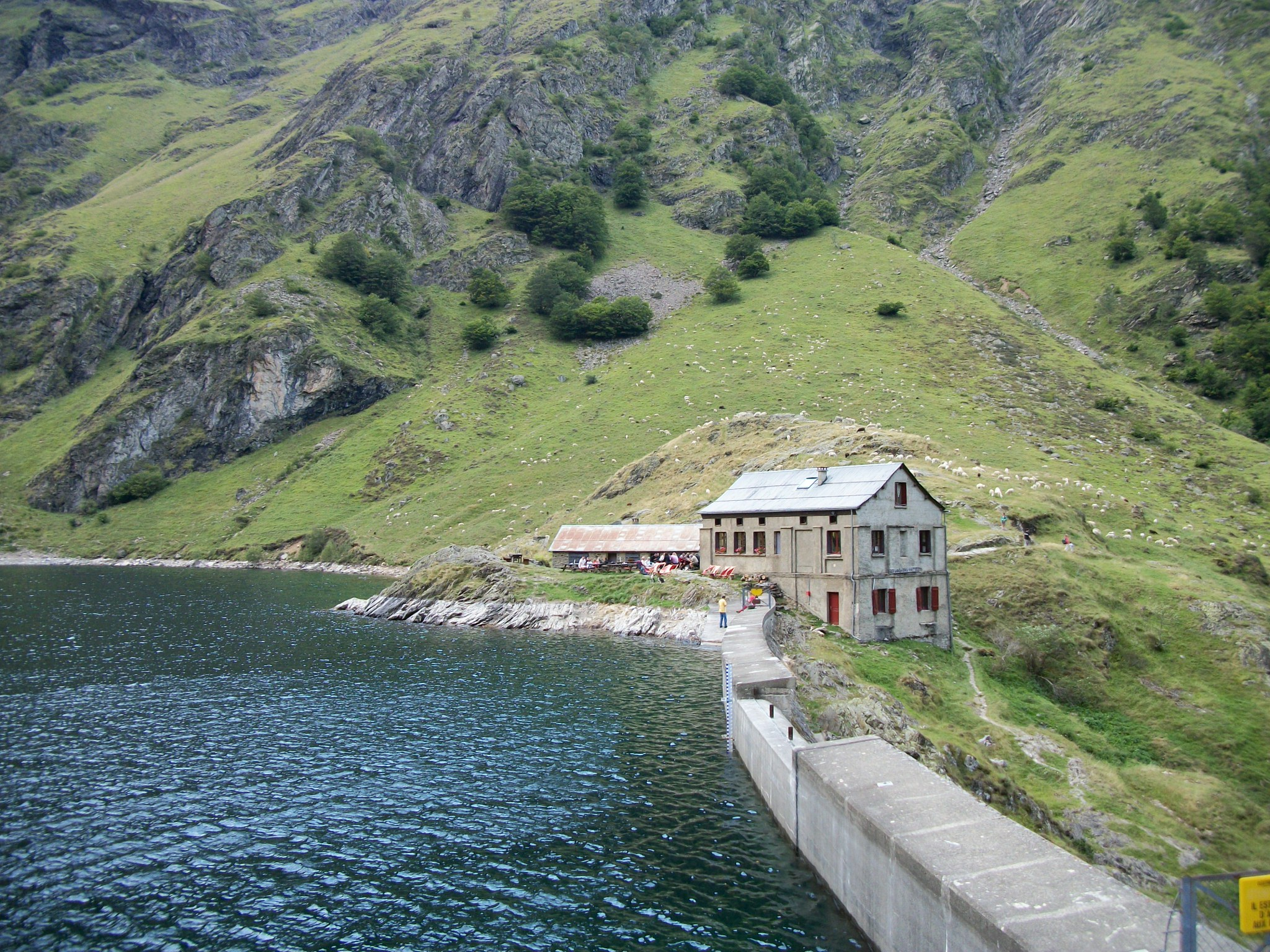
Barrage et refuge du lac d'Oô, dans les Pyrénées.

En France, l'article 2 de la loi 84-512 du 29 juin 1984 impose le maintien d’un débit minimum en sortie des retenues d’eau. Toutefois, les scientifiques portugais, espagnols et français ne sont pas d'accord sur le caractère suffisant du débit défini. En effet, un étiage trop bas est mortel pour de nombreuses espèces.
Afin de vérifier si les barrages et autres installations sur cours d’eau sont un danger réel pour le Desman des Pyrénées, des analyses biotiques de l’eau ont été effectuées en amont et en aval du barrage de Bious-Artigues dans les Pyrénées-Atlantiques, ainsi qu’en amont et en aval de la papeterie d'Eycheil en Ariège, qui constitue une source très polluante du Salat. Ces analyses n’ont montré aucun changement significatif dans la qualité de l'eau entre amont et aval du barrage. Les retenues d’eau ne présentent donc a priori pas de danger pour l’alimentation du Desman.
Un autre danger créé par les retenues d'eau artificielles est le délestage. Lorsque de grandes quantités d'eau sont relâchées d'un seul coup par les barrages, cela évacue les sédiments accumulés dans le lac de retenue et par conséquent augmente la turbidité et l'opacité du cours d'eau, ce qui perturbe de nombreuses espèces animales dont le Desman.

### Enrochement des berges

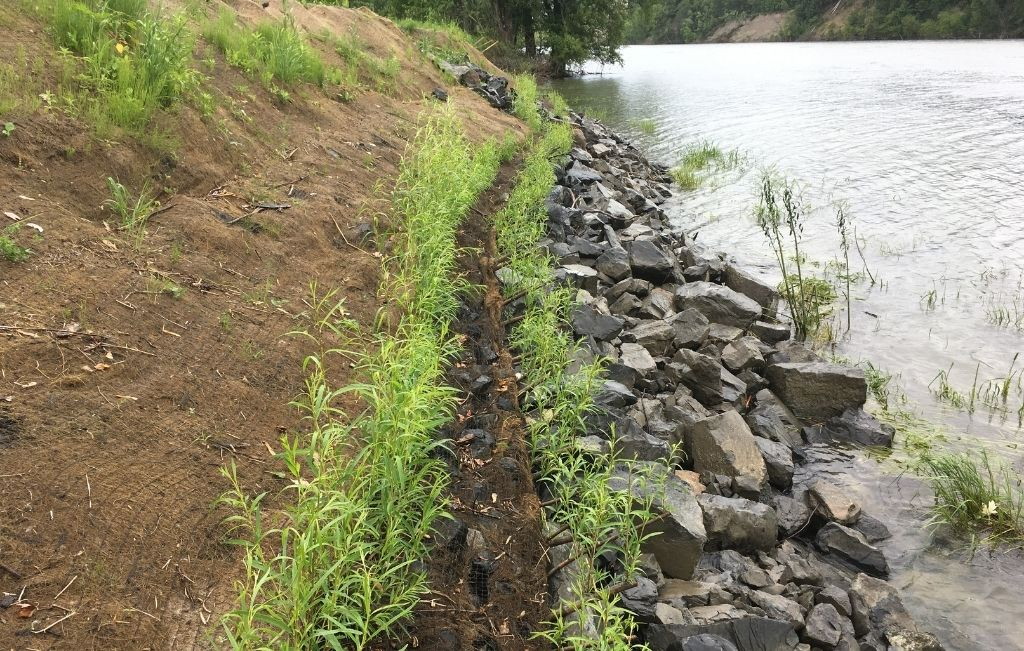
Cours d'eau dont les berges sont artificialisées.

Une étude publiée en 1998 dans la revue du parc national des Pyrénées montre l’évolution des populations de Desmans avant et après l’enrochement des berges du gave d'Aspe dans la vallée d'Aspe. La modification des berges de ce cours d’eau par enrochement a réduit les possibilités de zones de gîte pour l’espèce. Ainsi, sur vingt-cinq endroits où les berges ont été modifiées et où historiquement le Desman était présent, seuls six sont encore occupés après 1998.
Le Desman des Pyrénées utilise pour son gîte des terriers creusés par d'autres espèces animales ou des cavités naturelles. Or depuis les années 2000, l'embellissement et le renforcement des rives est pratiqué par de nombreuses communes pyrénéennes, principalement pour protéger certaines infrastructures en cas de crue. Afin de pallier ce problème, dans les années 2010 est testée la disposition, sur les cours d’eau à faible accès humain des berges, de terriers artificiels en bois, tapissés à l’intérieur de mousse naturelle et de feuilles mortes, afin de procurer des gîtes alternatifs aux Desman.

### Prises d'eau
De nombreuses morts accidentelles de Desman sont répertoriées au niveau des prises d'eau, industrielles, agricoles ou privées. Les individus n'hésitent pas à emprunter les biefs et canaux d'amenée, et au bout se retrouvent coincés dans les tuyaux de petit diamètre ou contre les grilles protégeant les captages à gros débit.

### Pollution des eaux
Les pollutions physico-chimiques perturbent et transforment l'écosystème des cours d'eau de montagne. Tout changement sur la température, la turbidité, l'acidité, ou l'oxygénation peut provoquer la disparition des larves d'insectes qui constituent l'alimentation de base du Desman des Pyrénées.

### Pêche et pisciculture

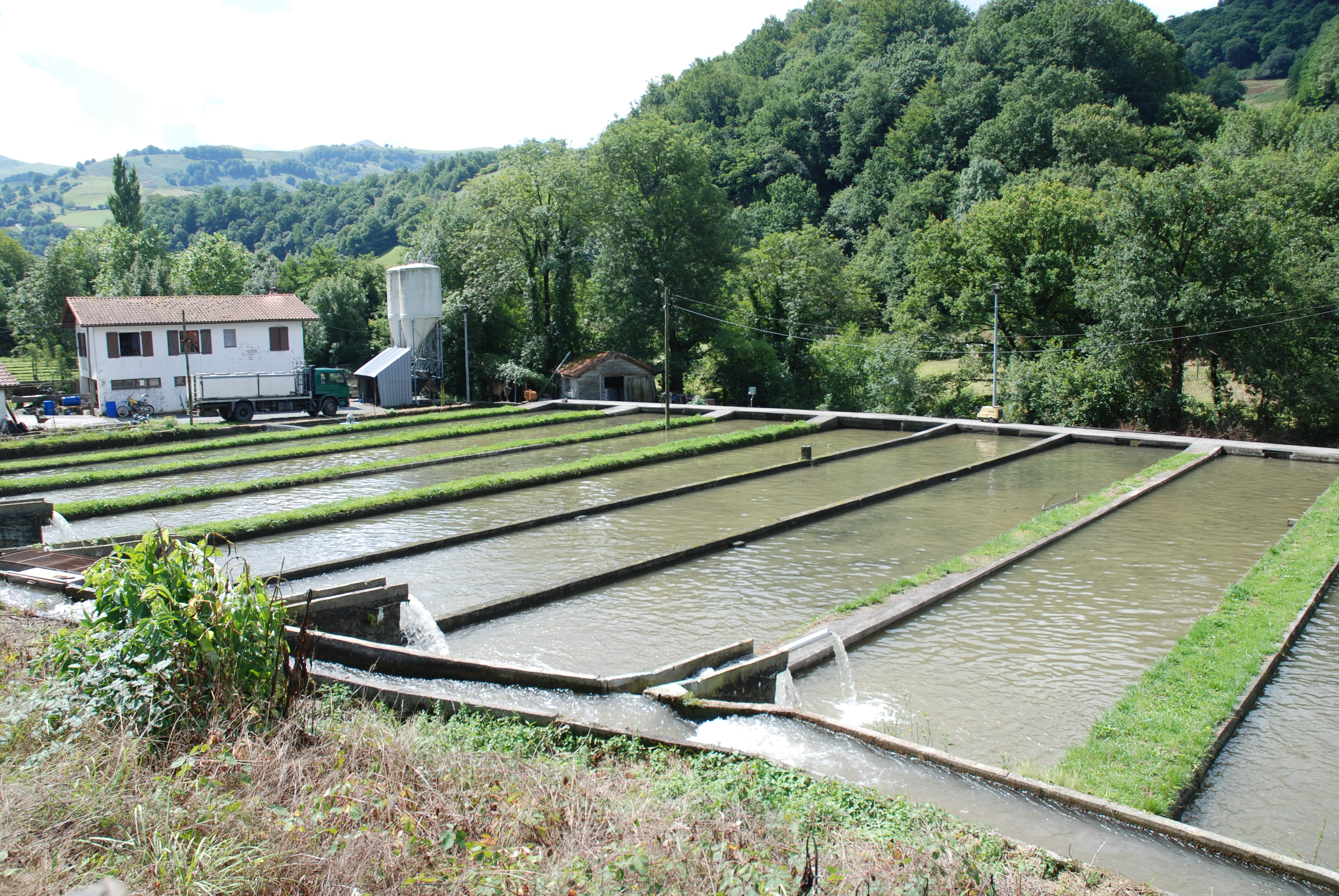
Installations piscicoles dans les Aldudes, au Pays Basque français.

Jusqu'aux années 2000, certains pêcheurs et pisciculteurs éliminaient les Desmans, les accusant de dévorer les poissons. Cette mauvaise réputation était due à des croyances populaires, à la méconnaissance de l'animal et de ses mœurs, mais aussi à certaines publications journalistiques erronées dans les années 1980 et 1990, présentant des photographies d'un Desman en train de dévorer du poisson. Ces photographies étaient prises sur des individus en captivité, qui n'avaient rien d'autre comme nourriture que le poisson qui leur était donné.
Des campagnes d’information menées auprès du public et plus spécifiquement des pêcheurs et pisciculteurs dans les années 2010 ont permis de changer l'image du Desman. De plus la diffusion de certaines bonnes pratiques, telles que ramasser les fils de pêche cassés, vise à éviter les morts accidentelles par noyade ou étouffement.

### Tourisme
L'activité du Desman étant essentiellement nocturne, il est peu dérangé par les activités touristiques. En revanche, certains sports aquatiques impliquant le piétinement du lit des torrents, particulièrement le canyoning, détruisent fortement la faune benthique dont se nourrit le Desman. Ces activités ont donc un impact indirect important sur le Desman. Certaines études prédisent la disparition du Desman dans certains secteurs où ces activités sont très développées, comme la Sierra de Guara dans les Pyrénées espagnoles.

### Réchauffement climatique
La modélisation de la répartition du Desman des Pyrénées projetée sur les scénarios climatiques pour 2070-2099 permet d'évaluer les menaces liées au changement climatique. La température moyenne estivale et le bilan hydrique apparaissent comme les principaux facteurs influençant les réductions significatives de la répartition future de l'espèce. Les scénarios les plus sévères prédisent son extinction totale du Système central ibérique et du nord du Portugal, ainsi que son cantonnement aux zones de haute altitude dans les autres massifs montagneux que sont la cordillère Cantabrique et les Pyrénées. Une migration assistée des Desmans pourrait être une stratégie de conservation à long terme.

## Conservation de l'espèce

### État des populations
La population de Desmans semblait s’être stabilisée dans les années 1980, mais dans les années 2020 l’espèce semble de nouveau en danger. En 2021, l’Union internationale pour la conservation de la nature (UICN) rétrograde l'espèce du statut de « vulnérable » à « en danger », en raison de la diminution importante et continue de sa population observée depuis plusieurs années. Il est précisé que la population de Desmans a diminué de presque 50 % sur l'ensemble de son aire de répartition depuis 2011.
Pour le seul versant français des Pyrénées, depuis l'an 2000 le Desman a disparu de 60 % des cours d'eau qu'il habitait. La régression la plus forte se trouve dans la partie ouest de la chaîne pyrénéenne, principalement à basse altitude, alors que dans la partie est les populations se maintiennent peu ou prou à toutes les altitudes. Les densités de population sont également plus fortes à l'est de la chaîne, pouvant atteindre 10 individus/km dans le bassin de l'Aude. En 2017, le statut de l'espèce dans la liste rouge des mammifères de France est ainsi réévalué de « quasi menacé » à « vulnérable »,.
En Espagne le Desman est classé « vulnérable » dans l’Atlas y libro rojo de los mamíferos terrestres de España (liste rouge des mammifères d'Espagne) et même « en danger critique » dans le Système central depuis 2007. Au Portugal il est également classé « vulnérable » depuis 2005 et en Andorre il est « en danger critique » depuis 2013.

### En France
Le Desman des Pyrénées bénéficie d'une protection totale sur le territoire français depuis l'arrêté ministériel du 17 avril 1981 relatif aux mammifères protégés sur l'ensemble du territoire. Son habitat est également protégé par l'article L.411-1 du Code de l’environnement et par l’arrêté ministériel du 23 avril 2007. Il est inscrit à l'annexe II de la convention de Berne et aux annexes II et IV de la directive habitats faune flore 97/62/CEE. Il est donc interdit de le détruire, le mutiler, le capturer, ou de le perturber intentionnellement, ainsi que de détruire ou dégrader son milieu. Qu'il soit vivant ou mort, il est également interdit de le transporter, le détenir, le vendre ou l'acheter.
En 2021, cinquante-six site Natura 2000 sont dénombrés pour le Desman des Pyrénées.
L'une des principales difficultés dans la mise en place de politiques de conservation de l'espèce est qu'elle reste encore mal connue des scientifiques, notamment pour ce qui concerne sa reproduction et son comportement social.
Assurer la protection du Desman dans les Pyrénées et dans la péninsule Ibérique permet d’assurer la conservation de l’espèce, dont la précarité a été reconnue par les scientifiques. Les réflexions conjointes menées par des équipes espagnoles, portugaises et françaises depuis le début des années 2000 abondent dans ce sens. Il a été proposé un agrandissement du parc national des Pyrénées, tant du côté espagnol que français, ainsi que l'adoption d'une réglementation plus stricte protégeant les animaux en voie de disparition. La création d’une « zone sanctuaire » au cœur du parc national, où aucun être humain ne pourrait pénétrer, a également été proposée.

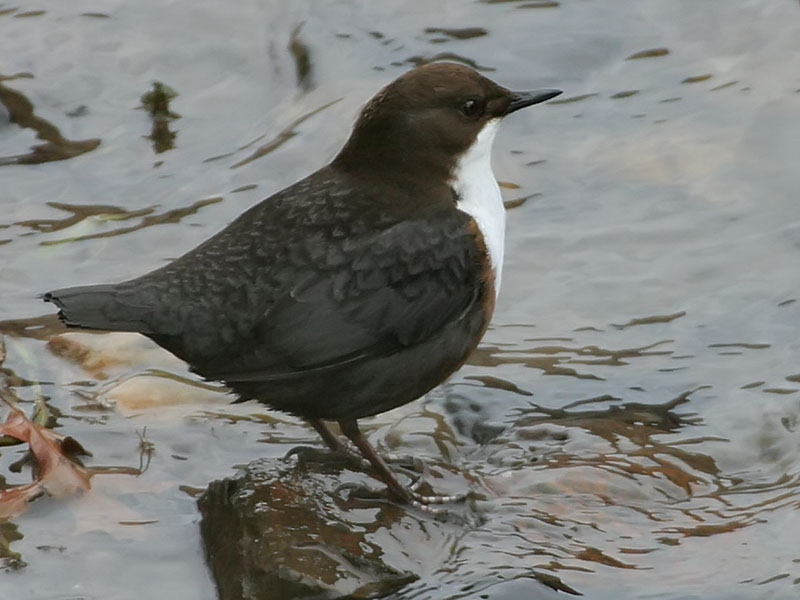
Le Cincle plongeur partage l'habitat du Desman des Pyrénées.

En 2010, un plan national d’actions (PNA) pour les années 2010 à 2015, est lancé en France par le ministère de l'Écologie. Il est suivi par un projet LIFE+ de 2014 à 2020, coordonné par le conservatoire d'espaces naturels de Midi-Pyrénées et cofinancé à 50 % par l'Union européenne et pour le reste par des institutions françaises (DREAL Occitanie et Nouvelle-Aquitaine, conseils départementaux, agences de l'eau) et des acteurs privés (EDF, SHEM) pour un total de 2,6 millions d'euros. Ces deux programmes de conservation du Desman ont permis de fédérer l'ensemble des acteurs concernés et ont amené à une prise de conscience des élus et des populations et à une prise en compte de la protection de l'habitat notamment dans les projets d’aménagement hydrauliques.
Le projet LIFE+ « Desman » comporte également une phase de test de différentes solutions sur le terrain, notamment concernant l'habitat du Desman. Ainsi des tronçons de rivière fortement dégradés ou anthropisés ont été réhabilités (végétalisation des ripisylves, aménagement de cavités et terriers artificiels, etc.), d'autres tronçons en aval de retenues d'eau ont été transformés en « zones refuges » pouvant servir aux individus lors de forts lâchers d'eau.
En 2021, un nouveau plan national d'actions 2021-2030 en faveur du Desman des Pyrénées est en cours de finalisation par le ministère de l'Écologie (France). Le Desman est le témoin d’une nature saine et non polluée et incite à réfléchir sur une gestion globale des eaux pyrénéennes et européennes. En effet, le volet scientifique du programme LIFE+ « Desman » a permis de mettre en évidence que le Desman est une espèce parapluie, c'est-à-dire que les mesures de conservation prises pour le Desman profitent également à de nombreuses autres espèces présentes dans les cours d'eau pyrénéens, telles que la Loutre, le Calotriton, la Musaraigne aquatique, les Truites ou le Cincle plongeur.

### En Espagne
Au tournant de l'an 2000 se produit une prise de conscience des autorités espagnoles : il n'existe aucune donnée fiable et officielle sur les populations de Desman dans le pays et dans le même temps les constats informels sur la disparition du Desman de certains territoires historiques se multiplient. Sans action forte de la part des acteurs concernés, la poursuite du déclin de l'espèce semble inéluctable.

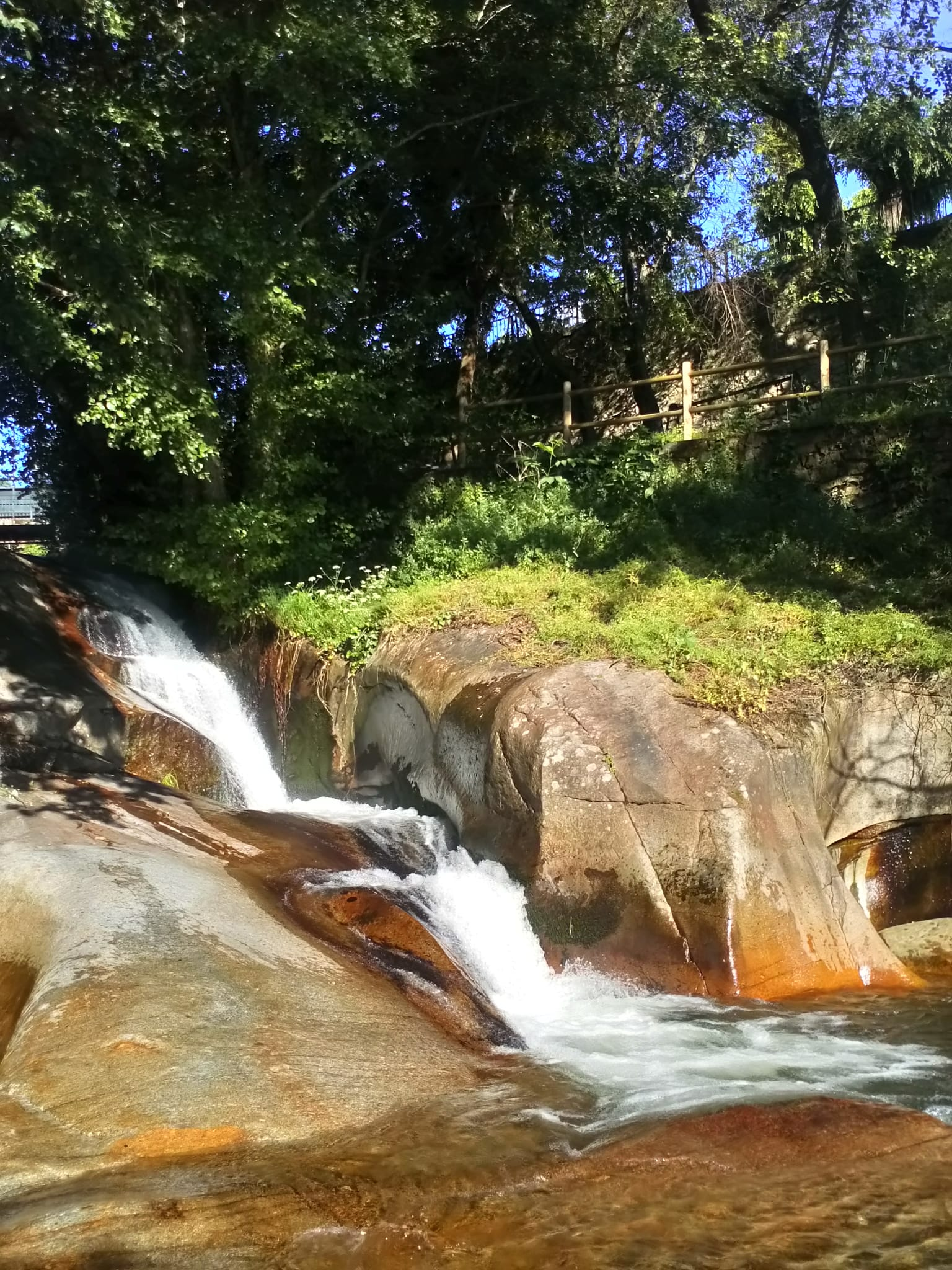
La zone de conservation de la sierra de Gredos fait partie de l'aire de répartition du Desman.

À partir du milieu des années 2000, une dynamique se créée avec une nette augmentation du nombre d'études scientifiques sur le Desman, ce qui permet d'améliorer la connaissance de l'espèce et in fine de renforcer l'efficacité des programmes de conservation. Les principaux acteurs sont les laboratoires universitaires, mais aussi des bureaux d'études privés et des structures publiques de collectivités locales et régionales. Les financeurs et porteurs de projet sont le ministère de l'Écologie, la Fundacion Biodiversidad et l'Union européenne.
Deux projets LIFE sont menés sur le territoire espagnol. Le projet LIFE+ « Margal Ulla » est mené de 2010 à 2015 et se concentre sur le rétablissement des populations le long de la rivière Ulla, en Galice. Le projet LIFE+ « Desmania », plus large et porté par la Fundacion Biodiversidad, est lui mené de 2012 à 2018 sur 33 zones spéciales de conservation du Desman. Il comporte des volets d'études scientifiques du Desman (biologie, prédation), de protection des populations, de restauration des habitats et de sensibilisation du public.
Une des actions phares du projet LIFE+ concerne la restauration des ripisylves, ce qui a un impact positif sur les populations d'invertébrés benthiques dont se nourrit le Desman, mais également sur l'ichtyofaune et par extension sur les activités de loisir telle que la pêche sportive. Ceci amène une valeur ajoutée à l'économie du territoire et permet une meilleure adhésion des populations locales au projet. D'autres impacts positifs sont l'amélioration du bilan hydrique des cours d'eau concernés ainsi que l'amélioration de la qualité de l'eau.

### Au Portugal
Un projet LIFE « Natural habitats and flora species of Portugal » est mené de 1994 à 1997 par l'Institut de conservation de la nature (ICN). Les résultats des travaux scientifiques issus de ce programme ont permis de rédiger un document de référence pour la conservation de l'espèce et la protection de son habitat. Ces recommandations sont incluses dans le plan sectoriel du réseau Natura 2000 et retranscrites dans la législation portugaise.
Depuis le milieu des années 2000 des études scientifiques ont permis de mettre à jour les connaissances sur l'espèce, notamment la répartition géographique et l'impact des barrages hydroélectriques.
En 2014, un rapport de l'Institut de conservation de la nature et de la biodiversité indique un état de conservation défavorable pour le Desman et en fait sa priorité pour les années à venir. Ce rapport souligne une nouvelle menace pour le Desman au Portugal : la progression de certaines espèces de plantes invasives comme les Mimosas d'hiver et les Ailantes glanduleux.
La même année un plan d'action est entrepris avec la mise en place d'un réseau de surveillance de l'espèce dans le nord du pays afin de minimiser la perte de population et la disparition de l'habitat. Le plan met aussi l'accent sur des mesures concrètes immédiates. Tout d'abord sur la nécessité de réhabiliter écologiquement les nombreux barrages et lacs artificiels présents dans la zone de répartition du Desman. Ensuite sur l'amélioration de la qualité de l'eau, notamment par l'interdiction d'utilisation de produits agrochimiques pouvant se retrouver dans les cours d'eau. Le Desman étant une espèce parapluie, ce genre de mesure profite à l'ensemble de la biodiversité aquatique. Enfin le plan d'action mentionne le ramassage systématique des déchets se trouvant sur les rives des cours d'eau.

### En Andorre
Des études scientifiques sont menées à partir de l'année 2002, sous l'égide du département de l’Environnement du gouvernement andorran, dans le but notamment de cartographier la répartition de l'espèce dans la principauté.
Une étude de 2018 effectuant un recensement des populations de Desmans sur deux périodes, 2000-2003 et 2013-2107, montre une régression de 70 % en Andorre et 43 % en Catalogne voisine. Les causes sont multiples mais principalement liées à l'urbanisation du territoire : augmentation des prélèvements d'eau dans les rivières, travaux publics près des lits des cours d'eau, changements dans la gestion des barrages hydroélectriques, ainsi que des épisodes d'inondations sévères. En revanche aucun lien avec les effets du réchauffement climatique n'a été mis en évidence.
En 2019, une loi est à l'étude par le gouvernement andorran pour lancer un plan de restauration des espèces menacées dont le Desman et leur prise en compte dans les procédures d'évaluation environnementales.

## Relations avec l'être humain

### Historique
Le Desman des Pyrénées, animal pourtant largement répandu dans cette chaîne de montagne peuplée depuis des siècles, a toujours été très mal connu des êtres humains, et de ce fait a longtemps été l'objet de croyances injustifiées. Des témoignages recueillis aux XIXe et XXe siècles auprès de paysans pyrénéens affirment que le Desman chasse les truites et se nourrit de poisson frais. D'autres affirment que, durant l'été, il arrive de voir des Desmans dormir à l'ombre des meules de foin, en plein milieu d'un champ. Cela ressemble plus à des croyances populaires bien ancrées qu'à des informations fiables issues d'observations réelles. Une première explication est que le Desman peut être facilement confondu avec d'autres petits Rongeurs ou mammifères semi-aquatiques plus couramment observables ; une autre qu'il est facile d'accuser, dans le doute, un animal d'être nuisible pour s'en débarrasser.
De même, l'absence totale du Desman dans la toponymie pyrénéenne, contrairement à d'autres espèces très répandues comme l'Ours ou l'Isard, prouve sa profonde méconnaissance par les populations qui partagent son territoire.
Jusque dans les années 1990, les pêcheurs l'accusent à tort de dévorer les truites et autres poissons recherchés pour la consommation. Les raisons en sont, d'une part et encore une fois, la mauvaise connaissance de l'espèce et de son régime alimentaire, et d'autre part la publication d'articles erronés dans la presse de vulgarisation naturaliste, notamment une série de photographies montrant des Desmans en captivité nourris avec du poisson.

### Connaissance scientifique
Le Desman est longtemps resté inconnu des scientifiques et lettrés. Il est découvert, décrit et classé tardivement au début du XIXe siècle, par Geoffroy Saint-Hilaire qui en reçoit plusieurs exemplaires morts. Par la suite, les études sont rares, Trutat, en 1891, et Puisségur, dans les années 1930, se contentent principalement de l'étude anatomique de quelques individus capturés par piégeage, l'animal se révélant très difficile à observer dans la nature et impossible à élever en captivité. Dans les années 1950, Peyre réussit à garder des spécimens en captivité, sans parvenir à les accoupler et en tirant des conclusions sommaires (et parfois fausses) sur ses mœurs et son alimentation. Les rares observations sont faites sur des spécimens captifs, et le cycle de vie du Desman dans son habitat naturel reste alors toujours inconnu.
Ce n'est que dans les années 1980 que des études scientifiques approfondies commencent à se pencher sur le Desman dans son milieu naturel, pour étudier notamment sa répartition, son habitat, et surtout son régime alimentaire sujet à bien des rumeurs. Au XXIe siècle, de nombreux aspects de la vie du Desman des Pyrénées restent encore inconnus. Par exemple, ce n'est qu'avec le vaste programme d'études LIFE+ de 2015 à 2020 qu’un comportement nomade a été mis en évidence pour de nombreux individus. Le comportement sédentaire et territorial était jusque-là considéré comme étant la norme pour la grande majorité de la population. Et, en 2022, personne n'a encore jamais observé de juvénile Desman et la durée des périodes de gestation et d'allaitement restent inconnues (alors que pour son cousin le Desman de Russie, tout cela est largement documenté). De même, les taux de natalité et de mortalité sont inconnus, ce qui rend impossible toute modélisation et donc prédiction des dynamiques de population. Le simple fait de compter ou estimer la population de Desman des Pyrénées reste également un défi pour les scientifiques.

### Dans la culture

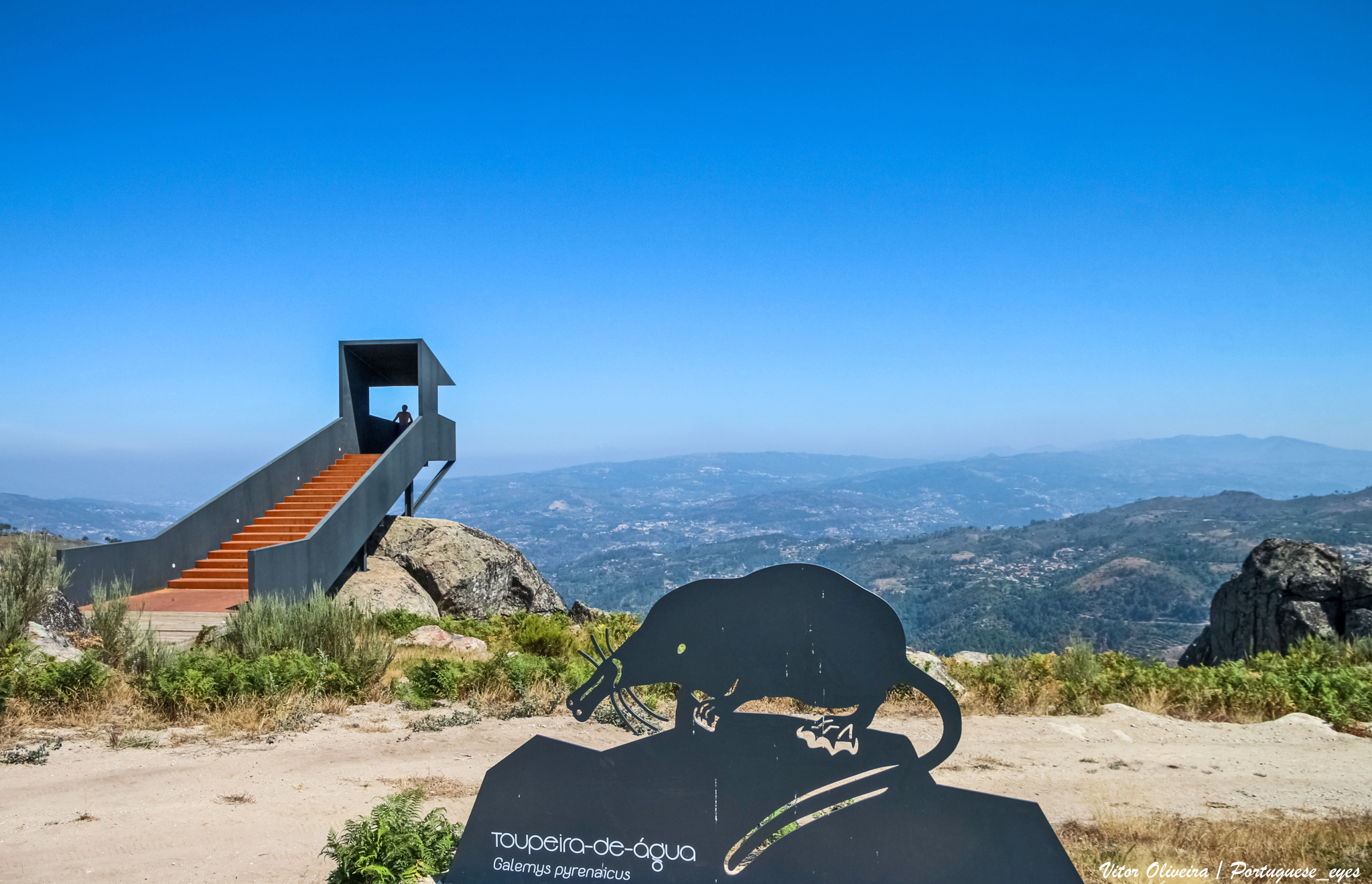
Œuvre d'art représentant un Desman, observatoire de Marcelim, Portugal.

Au XXIe siècle, le Desman des Pyrénées reste méconnu du grand public en général,,. Cependant, depuis les années 2000, il devient de plus en plus populaire dans les régions pyrénéennes, notamment grâce aux nombreuses actions de sensibilisation du public menées dans le cadre des programmes PNA et LIFE+, aussi bien auprès des habitants que des touristes. De nombreuses actions pédagogiques visent spécifiquement les scolaires ; les enfants adorent le Desman qui véhicule l'image d'un petit animal sympathique facilement reconnaissable à sa trompe,.
Paradoxalement, le Desman est devenu un animal emblématique des Pyrénées, au même titre que l'Ours ou l'Isard,. Le Desman sert ainsi de tête d'affiche pour promouvoir la protection de la biodiversité dans les montagnes, notamment au travers d'expositions itinérantes comme la « caravane du Desman » depuis 2015, ou le « Piribus » qui sillonne les versants français et espagnols depuis 2019.
Depuis 2013, Joan Desman est la mascotte de la station de ski des Angles, dans les Pyrénées-Orientales,. Le magazine béarnais PAG l'a également choisi pour mascotte. Par ailleurs, le Desman des Pyrénées est le héros de plusieurs bandes dessinées. À l'entrée du site touristique de l'étang de Lers, en Ariège, se trouve une statue à son effigie.
En mai 2018, le Desman des Pyrénées est le 8000e animal photographié dans le cadre du projet The Photo Ark du National Geographic.